# Bitwa stalingradzka
Bitwa stalingradzka (także bitwa o Stalingrad, bitwa pod Stalingradem, bitwa nad Wołgą) – jedna z najważniejszych bitew II wojny światowej, stoczona na froncie wschodnim przez III Rzeszę i jej sojuszników przeciwko Związkowi Radzieckiemu o kontrolę nad miastem Stalingrad (obecnie Wołgograd) w południowej Rosji. Jedna z najkrwawszych bitew w historii wojen, charakteryzująca się zaciekłymi walkami na krótkim dystansie i bezpośrednimi atakami na ludność cywilną, z całkowitą liczbą ofiar sięgającą 2 milionów.
Niemiecka ofensywa w celu zdobycia Stalingradu rozpoczęła się w sierpniu 1942, wskutek przekształcenia planów operacji Fall Blau, z wykorzystaniem 6 Armii oraz elementów 4 Armii Pancernej. Atak był wspierany intensywnymi bombardowaniami Luftwaffe, które doprowadziły do zniszczenia znacznej części miasta. Bitwa przerodziła się w ciężkie walki miejskie, podczas których obie strony nadsyłały posiłki do miasta. W połowie listopada Niemcy zepchnęli radzieckich obrońców do czterech wąskich przyczółków wzdłuż zachodniego brzegu Wołgi, przejmując kontrolę nad 90% powierzchni Stalingradu.
19 listopada Armia Czerwona rozpoczęła operację Uran, dwukierunkowy atak na słabsze armie rumuńskie, węgierskie i włoskie chroniące flanki niemieckiej 6 Armii. Obrona sił Osi na flankach została przełamana, a 6 Armia odcięta i otoczona w rejonie Stalingradu. Adolf Hitler nakazał 6 Armii trwać na miejscu i nie próbować wyrwania się z okrążenia; zamiast tego podjęto próby zaopatrywania jej drogą powietrzną i przełamania pierścienia okrążenia z zewnątrz. Ciężkie walki trwały jeszcze przez dwa miesiące. Na początku lutego 1943 roku siły Osi w Stalingradzie, wyczerpawszy swoje zapasy amunicji i żywności, poddały się po pięciu miesiącach, tygodniu i trzech dniach walk. Po klęsce pod Stalingradem niemieckie dowództwo musiało wycofać znaczne siły wojskowe z Europy Zachodniej, aby uzupełnić swoje straty na froncie wschodnim.

## Tło sytuacyjne

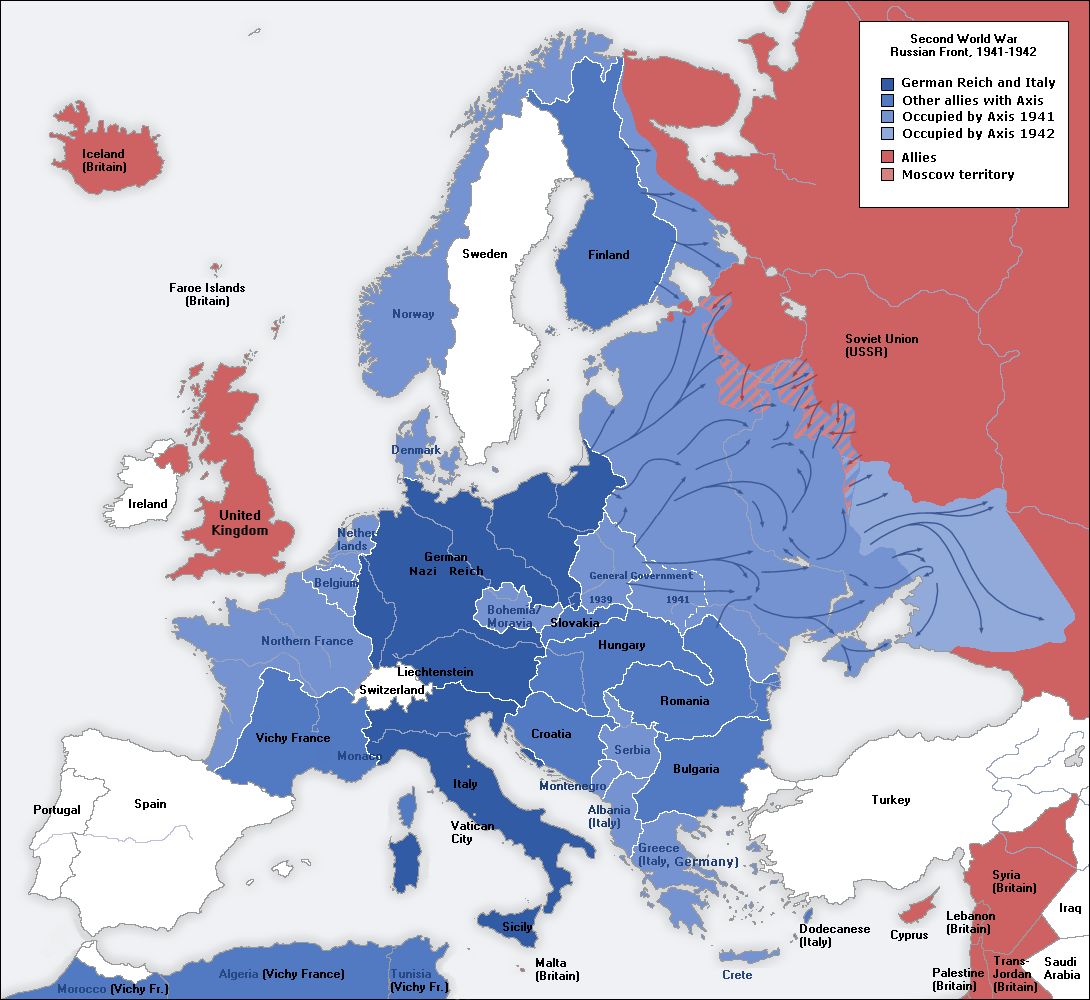
Sytuacja polityczna w Europie na przełomie 1941 i 1942 r.

Do wiosny 1942 r., pomimo porażki operacji Barbarossa w jej założeniach ostatecznego pokonania Związku Radzieckiego w ramach jednej kampanii, Wehrmacht zdobył bardzo duże obszary ZSRR, w tym Ukrainę, Białoruś i kraje bałtyckie. Na pozostałych frontach szczęście wciąż sprzyjało Niemcom: ofensywa U-Bootów na Atlantyku przebiegała pomyślnie, a gen. Erwin Rommel właśnie zdobył Tobruk. Front wschodni ustabilizował się w linii biegnącej od Leningradu na północy do Rostowa na południu. Hitler był przekonany, że może pokonać Armię Czerwoną wiosną 1942 r., bo choć Grupa Armii Środek poprzedniej zimy poniosła ciężkie straty na zachód od Moskwy, 65 proc. jej piechoty nie zostało zaangażowanych w walkę, odpoczęło i zostało ponownie wyposażone. Ani Grupa Armii Północ, ani Grupa Armii Południe nie były szczególnie mocno doświadczone przez minioną zimę. Józef Stalin spodziewał się, że głównym kierunkiem nowej niemieckiej ofensywy będzie ponownie Moskwa.
Ponieważ pierwsze operacje były bardzo udane, Niemcy zdecydowali, że ich letnia kampania w 1942 r. będzie skierowana w stronę południowych części Związku Radzieckiego. Początkowo zdobycie Stalingradu nie było założeniem operacji Fall Blau. Pierwotnymi celami sił Osi w regionie miasta były jedynie zniszczenie jego potencjału przemysłowego i rozmieszczenie sił wokół niego w celu zablokowania Wołgi. Rzeka była kluczową trasą zaopatrzeniową z Kaukazu i Morza Kaspijskiego do centralnej Rosji. Jej przecięcie przez wojska niemieckie zakłóciłoby ruch transportowy na rzece. Ponadto kontrolowanie Wołgi znacznie utrudniłoby dostawy w ramach programu Lend Lease przez korytarz perski.
23 lipca 1942 r. Hitler osobiście wyznaczył cele operacyjne kampanii 1942 r., rozszerzając je o zajęcie miasta Stalingrad. Obie strony zaczęły przywiązywać wartość propagandową do miasta nazwanego imieniem przywódcy Związku Radzieckiego. Hitler ogłosił, że po zdobyciu Stalingradu wszyscy zamieszkujący go dorośli mężczyźni mieli zostać zabici, a wszystkie kobiety i dzieci deportowane, ponieważ jego populacja była „całkowicie komunistyczna” i „szczególnie niebezpieczna”. Założono, że kontrolowanie miasta zabezpieczy północne i zachodnie flanki armii niemieckiej, gdy ta będzie zbliżać się do Baku w celu zabezpieczenia strategicznych dla Niemiec zasobów ropy naftowej. Rozszerzenie celów kampanii było istotnym czynnikiem niepowodzenia Niemców w Stalingradzie, spowodowanego ich zbytnią pewnością siebie i niedoszacowaniem radzieckich rezerw.
Sowieci zdali sobie sprawę, że czas i zasoby grają na ich niekorzyść. Rozkazano, aby każdy mężczyzna zdolny do noszenia broni został wysłany na front.

## Preludium
Jeśli nie zdobędę ropy Majkopu i Groznego, muszę skończyć [niem. liquidieren; „zabij”, „zlikwiduj”] tę wojnę – Adolf Hitler

Grupa Armii Południe została wybrana do przeprowadzenia dalekiej ofensywy przez stepy południowej Rosji na Kaukaz, aby zdobyć tam bezcenne pola naftowe. Planowana letnia ofensywa, o kryptonimie Fall Blau, miała obejmować niemieckie 6 i 17 Armię oraz 4 i 1 Armię Pancerną. Grupa Armii Południe zajęła cały obszar radzieckiej Ukrainy w 1941 r. Przygotowywana na wschodniej Ukrainie, miała przewodzić nowej ofensywie.
Hitler interweniował jednak, rozkazując Armii rozdzielić się na dwie części. Grupa Armii A pod dowództwem feldmarszałka Wilhelma Lista miała uderzyć na południe w kierunku Kaukazu, z 17 Armią i 1 Armią Pancerną. Natomiast Grupa Armii B, w tym 6 Armia gen. Friedricha Paulusa i 4 Armia Pancerna gen. Hermanna Hotha, miała ruszyć na wschód w kierunku Wołgi i Stalingradu. Grupą Armii B dowodził gen. Maximilian von Weichs.

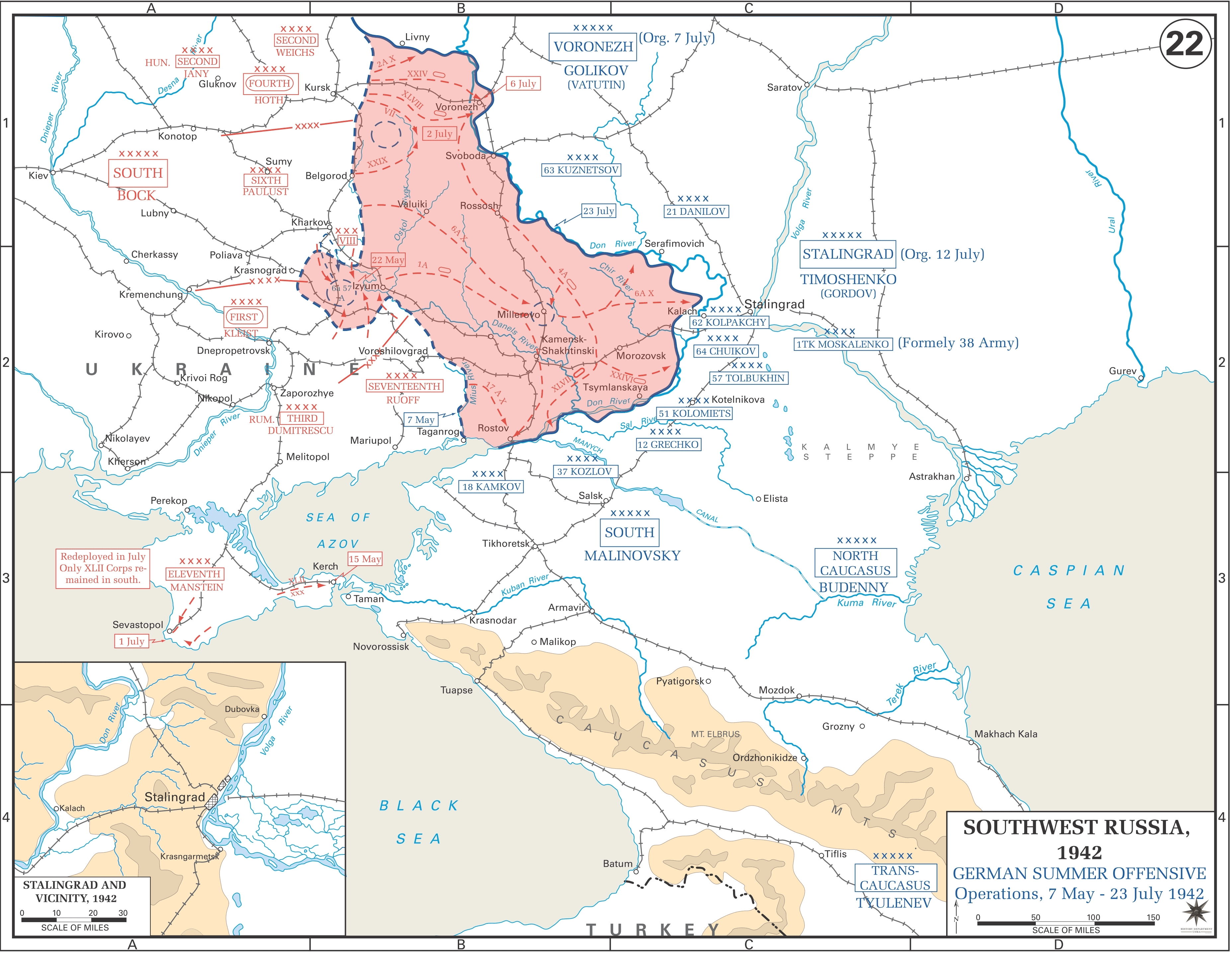
Schemat niemieckiego ataku w stronę Donu od 7 maja do 23 lipca

Rozpoczęcie operacji Fall Blau zaplanowano na koniec maja 1942 r. Jednak wiele niemieckich i rumuńskich jednostek, które miały wziąć w niej udział, oblegało Sewastopol na Półwyspie Krymskim. Opóźnienia w zakończeniu oblężenia kilkakrotnie przesunęły datę rozpoczęcia operacji, a krymska twierdza upadła dopiero na początku lipca.
Przed zasadniczym rozpoczęciem kampanii letniej, Niemcy przeprowadzili kilka mniejszych operacji pomocniczych. Operacja Fryderyk I przeciwko występowi iziumskiemu, zadała poważny cios siłom radzieckim w występie w czasie trwania drugiej bitwy o Charków i zakończyła się otoczeniem dużych sił radzieckich między 17 a 29 maja. Podobnie w czasie operacji Wilhelm Niemcy zaatakowali Wołczańsk 13 czerwca, a operacja Fryderyk doprowadziła do zajęcia Kupiańska 22 czerwca.

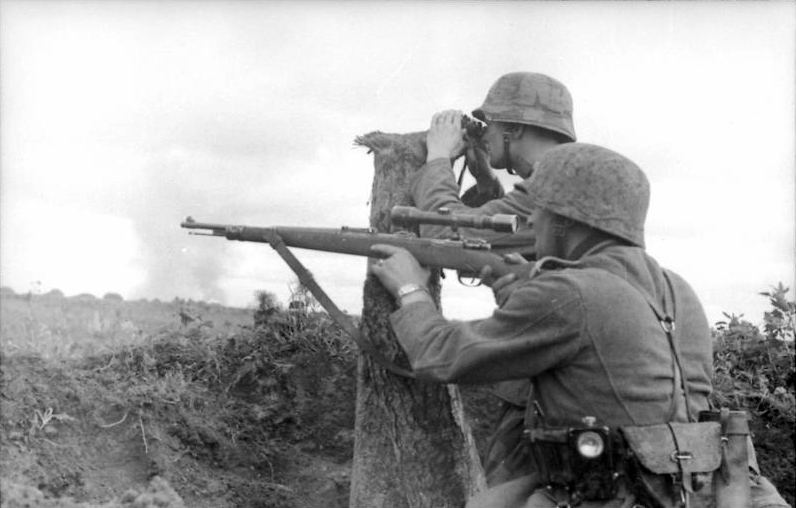
Niemieccy snajperzy pod Woroneżem, czerwiec 1942 r.

Zasadnicza operacja Fall Blau rozpoczęła się, gdy Grupa Armii Południe przystąpiła do ataku w głąb południowej Rosji 28 czerwca 1942 r. Siły radzieckie stawiały niewielki opór na ogromnych, pustych stepach i zaczęły odchodzić na wschód. Kilka prób przywrócenia linii obrony nie powiodło się, gdy niemieckie jednostki je oskrzydliły. Utworzono i zniszczono dwa główne kotły: pierwszy, na północny wschód od Charkowa, 2 lipca, i drugi, wokół Millerowa w obwodzie rostowskim, tydzień później. W międzyczasie 2 Armia węgierska i niemiecka 4 Armia Pancerna rozpoczęły 5 lipca atak na Woroneż, zdobywając miasto do końca miesiąca.

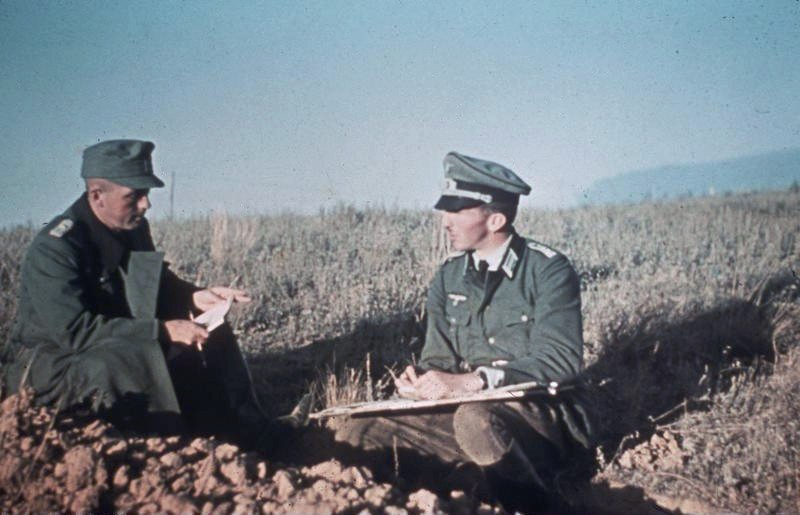
Odprawa sytuacyjna w pobliżu Stalingradu pomiędzy dowódcą niemieckiej kompanii a dowódcą plutonu

Początkowy postęp 6 Armii był tak szybki, że Hitler uznał, iż poradzi sobie dalej sama, dlatego nakazał 4 Armii Pancernej dołączyć do Grupy Armii A na południu. Powstały wskutek tej decyzji ogromny korek drogowy spowodował, że 4 i 1 Armia Pancerna zablokowały wszystkie dostępne drogi w okolicy. Obie armie zatrzymały się, próbując rozładować nagromadzenie tysięcy pojazdów na niewielkim obszarze. Opóźniło to ofensywę co najmniej o tydzień. Gdy postępy wojsk niemieckich uległy spowolnieniu, Hitler zmienił zdanie i skierował 4 Armię Pancerną z powrotem do Stalingradu.
Do końca lipca Niemcy zepchnęli Sowietów za rzekę Don i sforsowali ją w miejscu, gdzie Don i Wołgę dzieli od siebie tylko 65 km. Jednak atakujący niebezpiecznie wydłużyli swoje linie, co miało poważne konsekwencje w dalszej części bitwy. Niemcy zaczęli korzystać z armii sojuszników włoskich, węgierskich i rumuńskich, aby strzec lewej (północnej) flanki. Siły włoskie na ogół nie były poważnie traktowane przez Niemców i oskarżano je o niskie morale; w rzeczywistości jednak włoskie dywizje walczyły stosunkowo dobrze, a 3 Górska Dywizja Piechoty „Ravenna” i 5 Dywizja Piechoty „Cosseria”, zgodnie ze słowami niemieckiego oficera łącznikowego, oddawały pole nieprzyjacielowi dopiero po zmasowanym ataku pancernym.

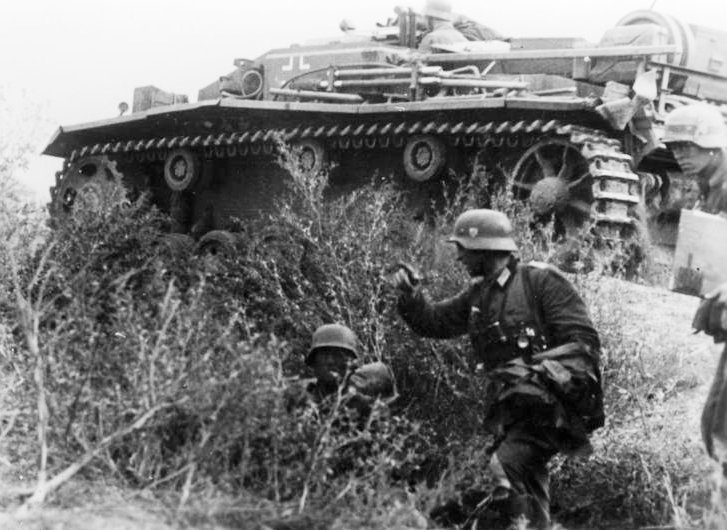
Niemiecka piechota i działo pancerne StuG III podczas bitwy

25 lipca Niemcy stanęli w obliczu silnego oporu stawianego przez radziecki przyczółek na zachód od Kałacza:

Musieliśmy ponieść wysokie straty w ludziach i sprzęcie (...) na polu bitwy pod Kałaczem pozostały liczne wypalone lub przestrzelone niemieckie czołgi”

Niemcy utworzyli kolejne przyczółki na wschodnim brzegu Donu 20 sierpnia, a 295 i 76 Dywizja Piechoty umożliwiły XIV Korpusowi Pancernemu dotarcie do Wołgi na północ od Stalingradu. Niemiecka 6 Armia znajdowała się już zaledwie kilkadziesiąt kilometrów od Stalingradu. 4 Armia Pancerna, oddelegowana rozkazem z 13 lipca na południe do zablokowania odwrotu sił radzieckich „osłabionych przez 17 Armię i 1 Armię Pancerną”, zwróciła się teraz na północ, aby pomóc zdobyć miasto od południa.
Na południu Grupa Armii A zapuściła się daleko na Kaukaz, ale jej postęp zwalniał, gdy linie zaopatrzeniowe nadmiernie się wydłużyły. Dwie niemieckie grupy armii nie były w stanie wspierać się nawzajem ze względu na dzielące je duże odległości.
Po tym, jak zamiary Niemców stały się jasne w lipcu 1942 r., Stalin mianował 1 sierpnia 1942 r. gen. Andrieja Jeriomienko na dowódcę Frontu Południowo-Wschodniego. Gen. Jeriomienko i komisarz Nikita Chruszczow mieli za zadanie zaplanować obronę Stalingradu. Wschodnią granicę obszaru administracyjnego Stalingradu wyznaczała rzeka Wołga, nad którą rozmieszczono dodatkowe jednostki radzieckie. Stały się one nowo utworzoną 62 Armią, którą 12 września 1942 r. Jeriomienko oddał pod dowództwo gen. Wasilija Czujkowa. Sytuacja była wyjątkowo trudna. Zapytany, jak interpretuje swoje zadanie, Czujkow odpowiedział:

Będziemy bronić miasta, albo zginiemy próbując”

Misją 62 Armii była obrona Stalingradu za wszelką cenę. Dowodzenie nią w czasie bitwy przyniosło Czujkowowi jedną z dwóch zdobytych przez niego w czasie II wojny światowej Złotych Gwiazd Bohatera Związku Radzieckiego.

## Atak na Stalingrad

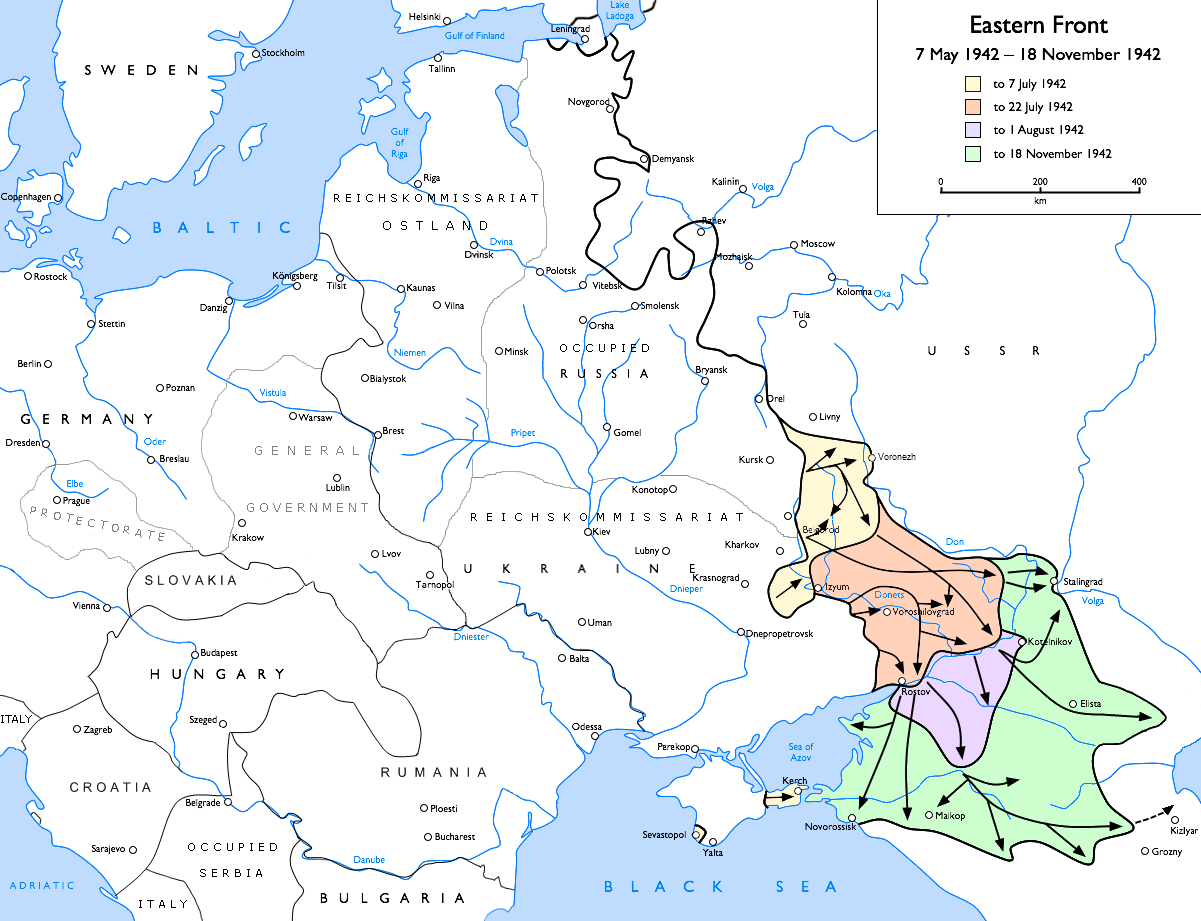
Niemieckie postępy od 7 maja do 18 listopada 1942 r.
do 7 lipca
do 22 lipca
do 1 sierpnia
do 18 listopada

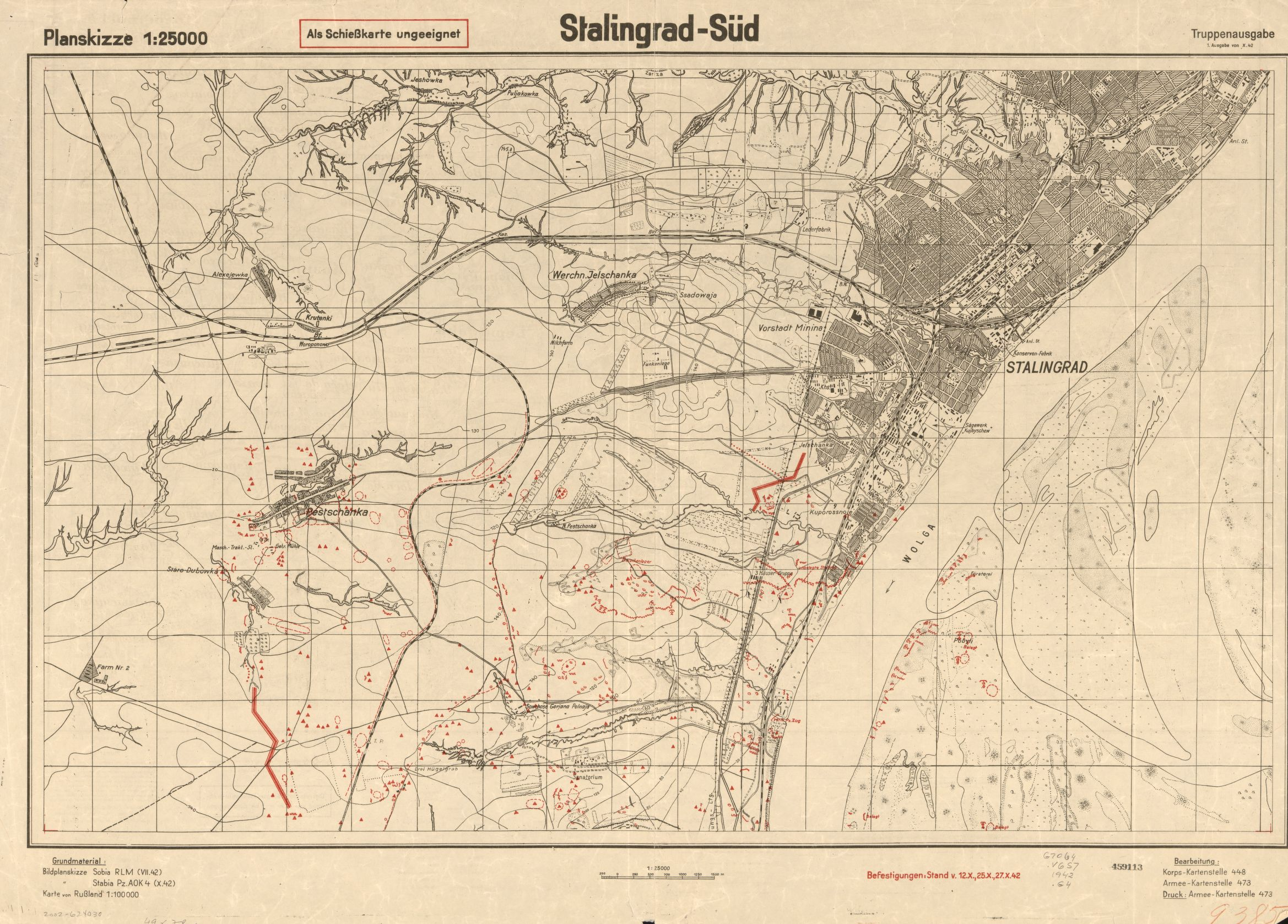
„Stalingrad-Południe”, mapa niemieckiego Sztabu Generalnego z 1942 r.

do 7 lipca
     do 22 lipca
     do 1 sierpnia
     do 18 listopada

### Początkowy atak
Amerykański historyk David Glantz wykazał, że seria czterech, ciężkich bitew, nazwanych zbiorczo operacją kotłubańską, stoczonych w rejonie Kotłubania na północ od Stalingradu, gdzie Sowieci zajęli najwyżej położone miejsce, przesądziła o wyniku bitwy, zanim Niemcy postawili stopę w samym mieście. Począwszy od końca sierpnia, aż do września i października, Sowieci zaangażowali od dwóch do czterech armii w pośpiesznie skoordynowanych i słabo kontrolowanych atakach na północną flankę Niemców. Działania te spowodowały ponad 200 000 ofiar w szeregach armii radzieckiej, ale spowolniły niemiecki atak.
23 sierpnia 6 Armia dotarła na przedmieścia Stalingradu w pogoni za 62 i 64 Armią, które wróciły do miasta. Gen. Ewald von Kleist, dowódca 4 Armii Pancernej, powiedział po wojnie:

Zdobycie Stalingradu było jedynie celem pomocniczym dla naszego głównego celu. Stalingrad był ważny tylko jako dogodne miejsce, w wąskim gardle między Donem a Wołgą, gdzie mogliśmy zablokować atak na naszą flankę przeprowadzony przez siły rosyjskie przybywające ze wschodu. Na początku Stalingrad był dla nas jedynie nazwą na mapie

Sowieci mieli wiele informacji o niemieckich postępach, aby odesłać zboże, bydło i tabory kolejowe za Wołgę i nie narażać ludności cywilnej na niebezpieczeństwo, ale większość cywilów na rozkaz generałów nie została ewakuowana. Sprawiło to, że miastu brakowało żywności jeszcze przed niemieckim atakiem. Zanim siły lądowe nieprzyjaciela dotarły do samego miasta, Luftwaffe sprawiło, że Wołga, niezbędna do dostarczenia zapasów do miasta, stała się śmiertelną pułapką dla radzieckiej żeglugi. Tylko pomiędzy 25 a 31 lipca niemieckie samoloty zatopiły 34 radzieckie statki, a kolejne dziewięć uszkodziły.

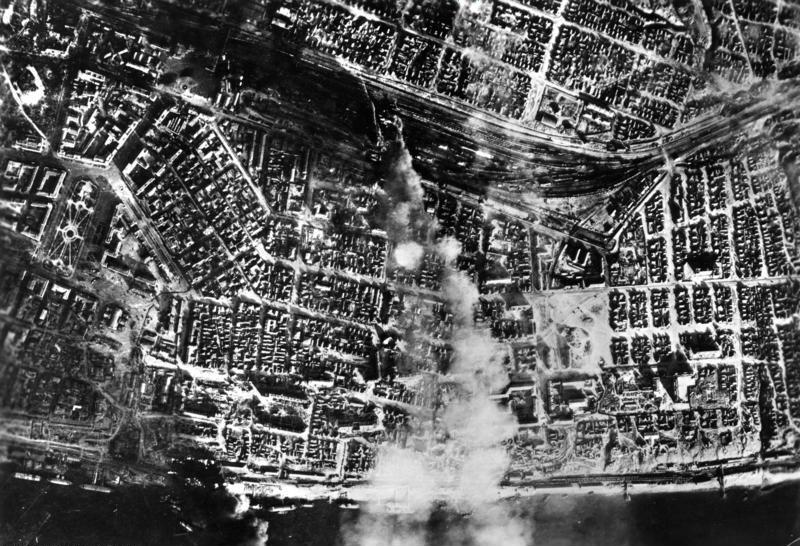
Dym nad centrum miasta po zbombardowaniu dworca centralnego przez niemieckie Luftwaffe

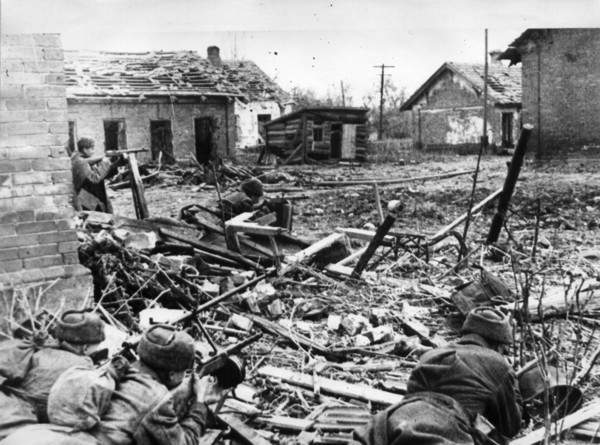
Sowieci przygotowują się do odparcia niemieckiego ataku na przedmieściach Stalingradu

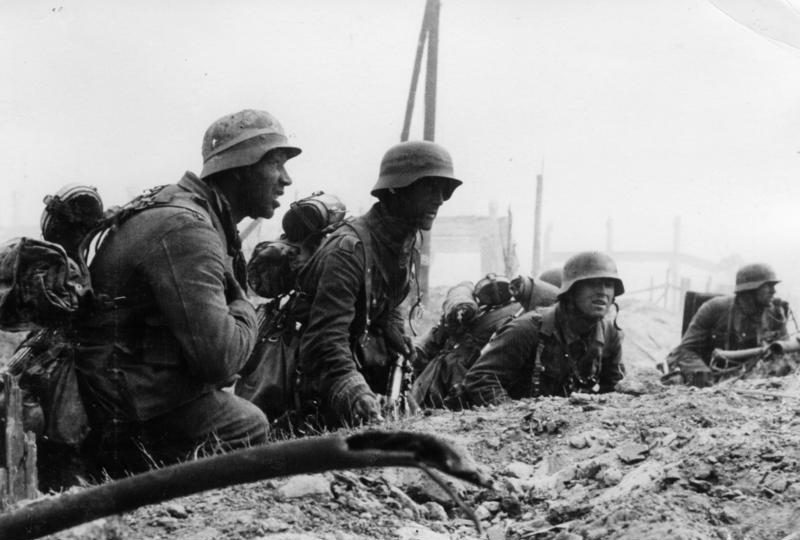
Niemiecka piechota zajmuje pozycje do ataku

Bitwa stalingradzka rozpoczęła się od ciężkiego bombardowania miasta przez 4 Flotę Powietrzną gen. Wolframa von Richthofena, która latem i jesienią 1942 r. była najpotężniejszą formacją powietrzną na świecie. 23 sierpnia około 1000 ton bomb zostało zrzuconych na miasto w ciągu 48 godzin, więcej niż w Londynie u szczytu kampanii nalotów dywanowych Blitz. Stalin odmówił ewakuacji ludności cywilnej z miasta, więc kiedy rozpoczęły się bombardowania, 400 000 cywilów zostało uwięzionych w granicach administracyjnych Stalingradu. Dokładna liczba cywilów zabitych podczas bitwy była zakłamywana przez władze, ale najprawdopodobniej była bardzo wysoka. Około 40 000 cywilów zamieszkujących Stalingrad zostało wywiezionych później przez Wehrmacht do niewolniczej pracy w Niemczech, niektórzy uciekli z miasta podczas bitwy, a niewielka liczba (głównie działaczy komunistycznych) została ewakuowana przez sowieckie władze na wschodni brzeg. W lutym 1943 r. w Stalingradzie przebywało już tylko od 10 000 do 60 000 cywilów. Duża część miasta szybko zamieniła się w gruzy, chociaż niektóre fabryki kontynuowały produkcję, a robotnicy przyłączali się do walk. Stalingradzka Fabryka Traktorów produkowała czołgi T-34 dosłownie do momentu wejścia do niej żołnierzy niemieckich. Chorwacki 369 Pułk Piechoty był jedyną nie-niemiecką jednostką wybraną przez Wehrmacht, która wkroczyła do Stalingradu podczas operacji szturmowych. Walczył w ramach 100 Dywizji Lekkiej.
Stalin popędził wszystkie dostępne wojska nad Wołgę, niektóre z tak odległych miejsc jak Syberia. Wszystkie regularne promy kursujące przez Wołgę zostały szybko zniszczone przez Luftwaffe, która następnie celowała w barki wojskowe holowane przez rzekę z niewielką prędkością przez holowniki. Mówiono, że Stalin uniemożliwił cywilom opuszczenie miasta w przekonaniu, że ich obecność zachęci obrońców miasta do bardziej zażartej walki. Cywilów, w tym kobiety i dzieci, zmuszono pod groźbą zesłania do Gułagu do pracy przy budowie okopów i innych umocnień obronnych. Zmasowany niemiecki nalot 23 sierpnia spowodował burzę ogniową, zabijając tysiące ludzi i zmieniając Stalingrad w rozległy krajobraz gruzu i wypalonych ruin. 90 proc. budynków mieszkalnych w Stalingradzie zostało zniszczonych. Radzieckie raporty wskazują, że pomiędzy 23 a 26 sierpnia 955 osób zostało zabitych, a kolejne 1181 rannych w wyniku bombardowania. Podawana w powojennych publikacjach liczba 40 000 została prawdopodobnie zawyżona (choć nie ma dowodów).

Zbliżając się do tego miejsca, [Stalingradu], żołnierze mówili: „Wchodzimy do piekła”. A po spędzeniu jednego lub dwóch dni tutaj mówią: „Nie, to nie jest piekło, to jest dziesięć razy gorsze niż piekło” – Wasilij Czujkow

Radzieckie Wojskowe Siły Powietrzne w rejonie zostały zmiecione przez Luftwaffe, która miała całkowite panowanie w powietrzu. Bazy WSP w bezpośrednim sąsiedztwie Stalingradu straciły między 23 a 31 sierpnia 203 samoloty i pomimo otrzymania w sierpniu niewielkich uzupełnień w liczbie około 100 samolotów, pod koniec tego miesiąca miały już tylko 189 samolotów, w tym 57 myśliwców.
Ciężar związany z obroną miasta na początkowym etapie bitwy spadł na 1077 Pułk Przeciwlotniczy. Była to jednostka kobieca złożona głównie z młodych ochotniczek, które nie miały przeszkolenia w atakowaniu celów naziemnych. Mimo to i bez wsparcia ze strony innych jednostek, żołnierki artylerii przeciwlotniczej pozostały na swoich posterunkach i zaangażowały się w walkę z nacierającymi czołgami. Niemiecka 16 Dywizja Pancerna podobno musiała walczyć z artylerzystkami 1077 Pułku aż do zniszczenia wszystkich 37 dział przeciwlotniczych lub likwidacji ich obsługi. Żołnierze 16 Dywizji Pancernej byli zaskoczeni odkryciem, że walczyli z kobietami.
Na początkowych etapach bitwy NKWD organizowało słabo uzbrojone „milicje robotnicze” podobne do tych, które broniły miasta dwadzieścia cztery lata wcześniej, składające się z cywili niezaangażowanych bezpośrednio w produkcję wojenną i przeznaczone do natychmiastowego wykorzystania w boju. Cywile byli często wysyłani do walki bez karabinów. Personel i studenci z miejscowego Uniwersytetu Technicznego stworzyli jednostkę „niszczycieli czołgów” wyposażoną we wiązki granatów i koktajli Mołotowa. W fabryce traktorów wciąż montowano czołgi z resztek materiałów. Czołgi te, niepomalowane i pozbawione celowników, były kierowane bezpośrednio z hali produkcyjnej na linię frontu. Można było z nich celować tylko „po lufie”.

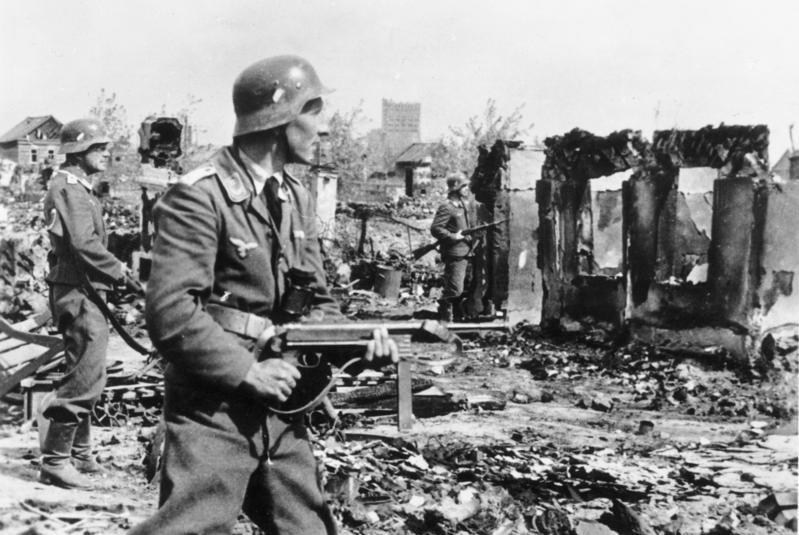
Niemieccy żołnierze podczas oczyszczania ulic w Stalingradzie

Pod koniec sierpnia Grupa Armii B dotarła do Wołgi na północ od Stalingradu. Natarcie w stronę rzeki na południe od miasta ruszyło, gdy Sowieci porzucili swoje pozycje w Rossoszce, wycofując się na wewnętrzny pierścień obrony na zachód od Stalingradu. Skrzydła 6 Armii i 4 Armii Pancernej spotkały się pod Jabłotczni nad rzeką Carycą 2 września. Po 1 września Sowieci mogli wzmacniać i zaopatrywać swe siły w Stalingradzie jedynie przez niebezpieczne przeprawy przez Wołgę znajdujące się pod ciągłym ostrzałem artylerii i lotnictwa.

### Wrześniowe walki miejskie
5 września radzieckie 24 i 66 Armia zorganizowała zmasowany kontratak na XIV Korpus Pancerny. Luftwaffe pomogło odeprzeć ofensywę, silnie atakując pozycje radzieckiej artylerii i linie obronne. Sowieci zostali zmuszeni do wycofania się w południe, już po kilku godzinach walki. Spośród 120 radzieckich czołgów zaangażowanych przez Sowietów 30 zostało zniszczonych w ataku powietrznym.

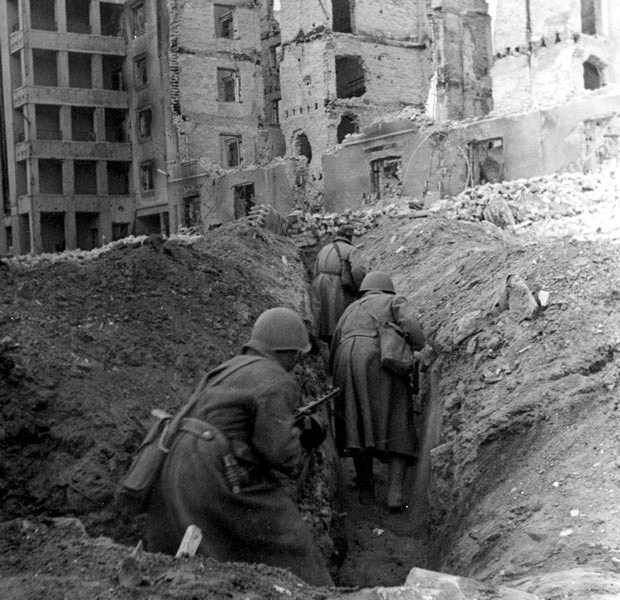
Radzieccy żołnierze poruszający się w okopach pośród ruin Stalingradu

18 września radzieckie 1 Gwardyjska Armia i 24 Armia rozpoczęły ofensywę przeciwko VIII Korpusowi Armijnemu w Kotłubaniu. Radzieckie operacje były znowu utrudniane przez Luftwaffe. VIII Korpus Powietrzny wysyłał kolejne fale bombowców nurkujących Ju 87 Stuka, aby zapobiec przerwaniu frontu, aż ofensywa została odparta. Piloci sztukasów zgłosili zniszczenie 41 ze 106 radzieckich czołgów atakujących tego ranka, podczas gdy eskortujące je myśliwce Bf 109 zniszczyły 77 radzieckich samolotów.
Wśród ruin zniszczonego miasta, radzieckie 62 i 64 Armia utworzyły swoje linie obrony w formie punktów umocnionych w domach i fabrykach. Walka w zrujnowanym mieście była zacięta i desperacka. Rozkaz nr 227 Stalina z 27 lipca 1942 r. stanowił, że wszyscy dowódcy, którzy samowolnie zarządzili odwrót, będą sądzeni przez trybunał wojskowy w trybie doraźnym. Dezerterzy i domniemani sabotażyści mieli być wyłapywani i rozstrzeliwani. Podczas bitwy stalingradzkiej 62 Armia miała najwięcej aresztowań i egzekucji wśród swojego personelu ze wszystkich jednostek biorących udział w bitwie: w sumie 203 ludzi, z których 49 zostało straconych, a 139 wysłano do batalionów karnych.
Do 12 września, w momencie wycofania się do miasta, radziecka 62 Armia została zredukowana do 90 czołgów, 700 moździerzy i zaledwie 20 000 żołnierzy. Unieruchomione czołgi zostały wykorzystane jako pozycje strzeleckie na punktach umocnionych w mieście. Pierwszy niemiecki atak 14 września miał na celu zdobycie miasta z marszu. 295 Dywizja Piechoty LI Korpusu Armii zdobyła Kurhan Mamaja, wzgórze o wysokości 112 metrów leżące prawie w centrum miasta, LXXI Korpus zaatakował centralny dworzec kolejowy i przesuwał się w kierunku centralnego portu rzecznego na Wołdze, a XLVIII Korpus Pancerny zaatakował na południe od rzeki Carycy. 13 Dywizji Strzeleckiej (później przemianowanej na 13 Gwardyjską Dywizję Strzelecką) gen. Aleksandra Rodimcewa, który podobnie jak Czujkow otrzymał podczas bitwy jedną z dwóch zdobytych w czasie wojny Złotych Gwiazd Bohatera Związku Radzieckiego, nakazano pospiesznie przeprawić się przez rzekę i dołączyć do obrońców wewnątrz miasta.

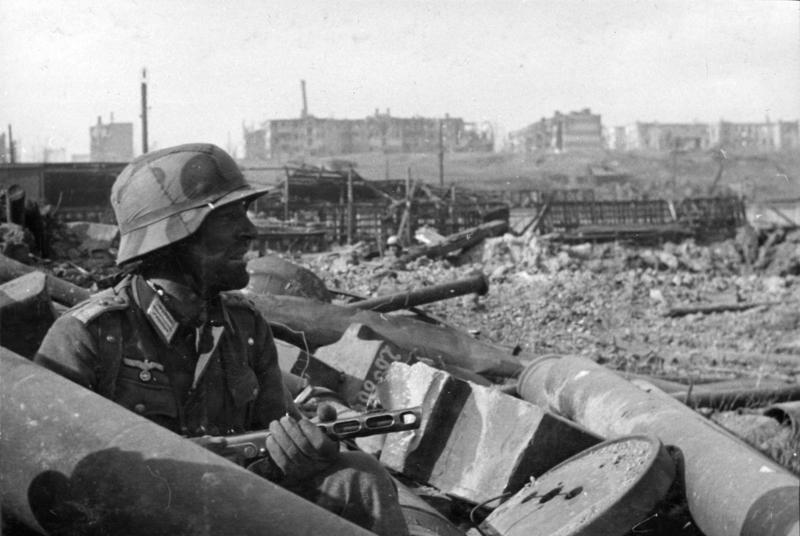
Październik 1942 r.: niemiecki żołnierz ze zdobycznym radzieckim pistoletem maszynowym PPSz-41 w gruzach fabryki Barrikady

Choć początkowo udane, niemieckie ataki utknęły w martwym punkcie w obliczu radzieckich posiłków sprowadzonych zza Wołgi. 13 Dywizja Strzelecka, wyznaczona do kontrataku na Kurhan Mamaja i stację kolejową nr 1, poniosła szczególnie ciężkie straty. Ponad 30 proc. jej żołnierzy zginęło w ciągu pierwszych 24 godzin od przeprawienia się przez Wołgę, a tylko 320 z pierwotnego składu (10 000 ludzi) przeżyło bitwę. Oba cele zostały odbite, ale tylko tymczasowo. Stacja kolejowa przechodziła z rąk do rąk 15 razy w ciągu kilku dni.
Trzy dni trwała walka o elewator zbożowy na południu miasta. Około pięćdziesięciu obrońców Armii Czerwonej, odciętych od zapasów, utrzymywało tę pozycję i odparło dziesięć niemieckich ataków, zanim skończyły im się amunicja i woda. Po wycofaniu się obrońców Niemcy znaleźli tylko czterdziestu zabitych czerwonoarmistów, choć byli pewni, że było ich znacznie więcej z powodu intensywności oporu. Przed odwrotem Sowieci spalili duże ilości ziarna, aby nie oddawać żywności wrogowi. Paulus wybrał elewator zbożowy i silosy jako symbole Stalingradu dla projektowanej tarczy, która miała być wprowadzona dla upamiętnienia bitwy po niemieckim zwycięstwie.

### Strategia i taktyka

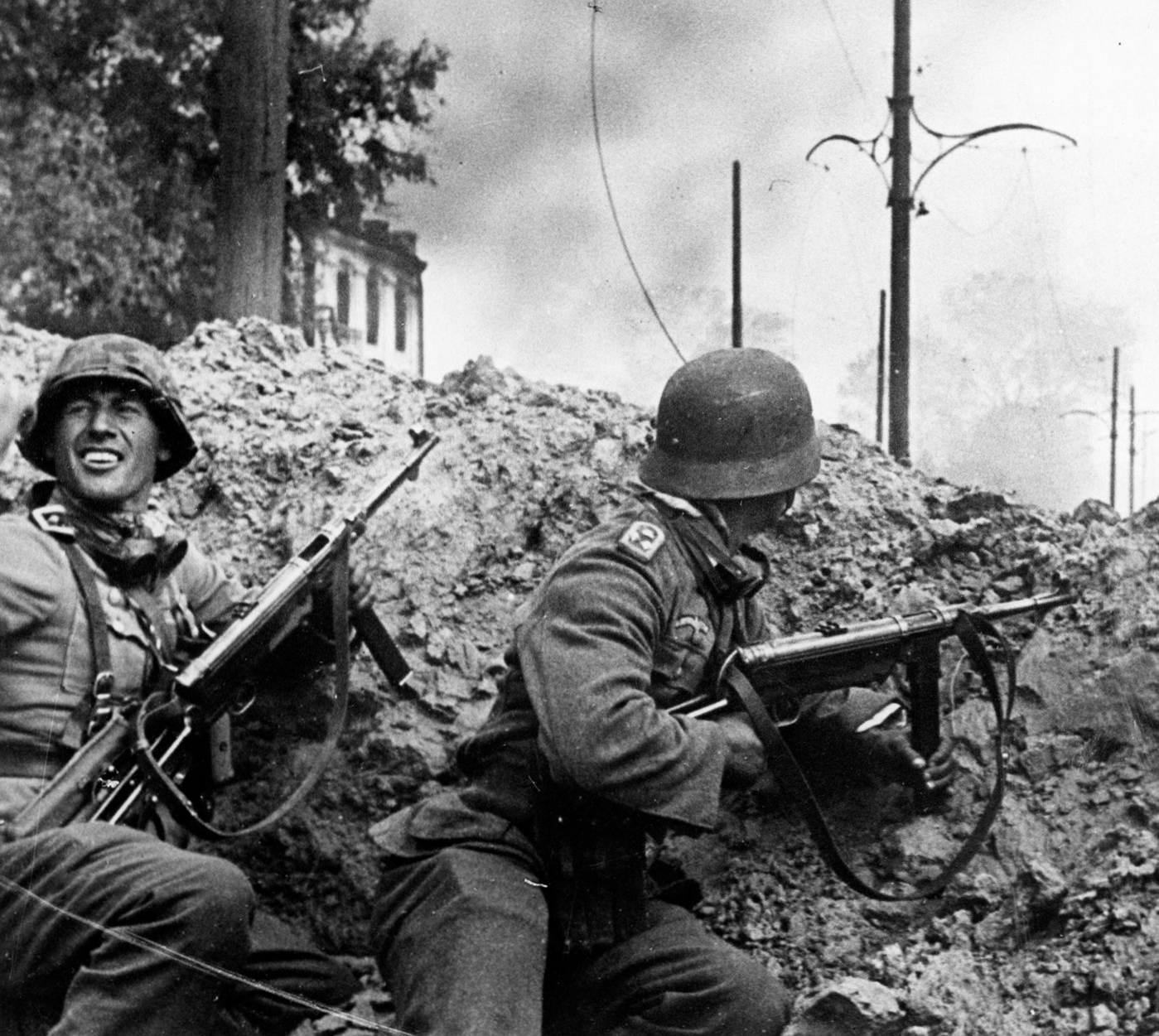
Niemieccy żołnierze 24 Dywizji Pancernej podczas walk o południową stację kolejową w Stalingradzie

Niemiecka doktryna wojenna opierała się na wykorzystaniu połączonych sił i ścisłej współpracy pomiędzy czołgami, piechotą, inżynierami, artylerią i samolotami szturmowymi. Niektórzy radzieccy dowódcy przyjęli taktykę polegającą na utrzymywaniu pozycji na linii frontu tak blisko Niemców, jak to było fizycznie możliwe; Czujkow nazywał to „przytulaniem” Niemców. Spowolniło to postęp atakujących i zmniejszyło skuteczność niemieckiej przewagi w bezpośrednim wsparciu ogniowym.
Armia Czerwona przekształciła wielopiętrowe bloki mieszkalne, fabryki, magazyny, budynki na rogach ulic i biurowce w szereg dobrze bronionych punktów umocnionych z niewielkimi obsadami po 5–10 żołnierzy. Siła ludzka w mieście była stale uzupełniana poprzez sprowadzanie posiłków przez Wołgę. Kiedy jakaś pozycja zostawała utracona, zwykle podejmowano natychmiastową próbę przejęcia jej w kontrataku przy użyciu „świeżych” sił.

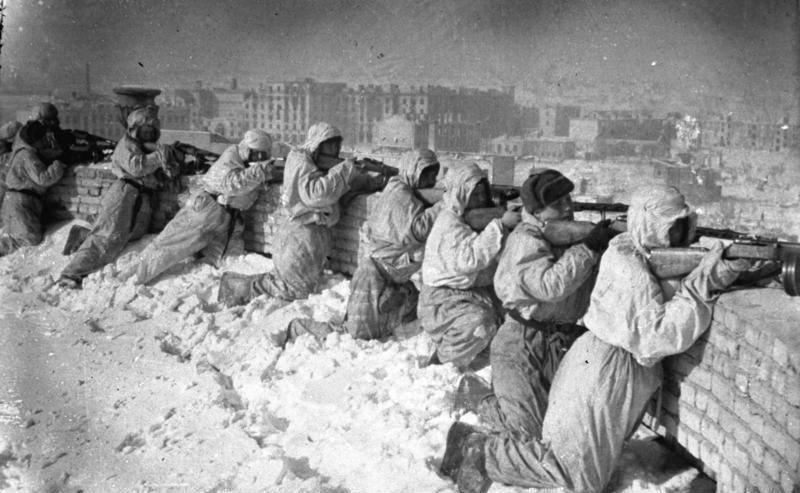
Sowieci na pozycjach obronnych

Jesienią krwawe walki toczyły się o każdą ruinę, ulicę, fabrykę, dom, piwnicę i klatkę schodową. Nawet kanały ściekowe były miejscem regularnych walk. Niemcy określili te trudne do zdefiniowania walki miejskie mianem Rattenkrieg („Wojna szczurów”) i gorzko żartowali z tego, że zajęli już kuchnię w danym mieszkaniu, ale wciąż walczyli o salon i sypialnię. Budynki musiały być sprawdzane pokój po pokoju, podobnie gruzowiska dzielnic mieszkalnych, biurowców, piwnic i wieżowców. Niektóre z wyższych budynków, przekształcone w wypalone skorupy bez dachu przez wcześniejsze niemieckie bombardowania, stały się areną walk w zwarciu, pomiędzy Niemcami i Sowietami, strzelającymi do siebie nawzajem przez otwory w suficie i podłodze. Na otwartych przestrzeniach walki nie były lżejsze. Bitwa o Kurhan Mamaja okazała się szczególnie bezlitosna, a wzgórze wielokrotnie przechodziło z rąk do rąk.

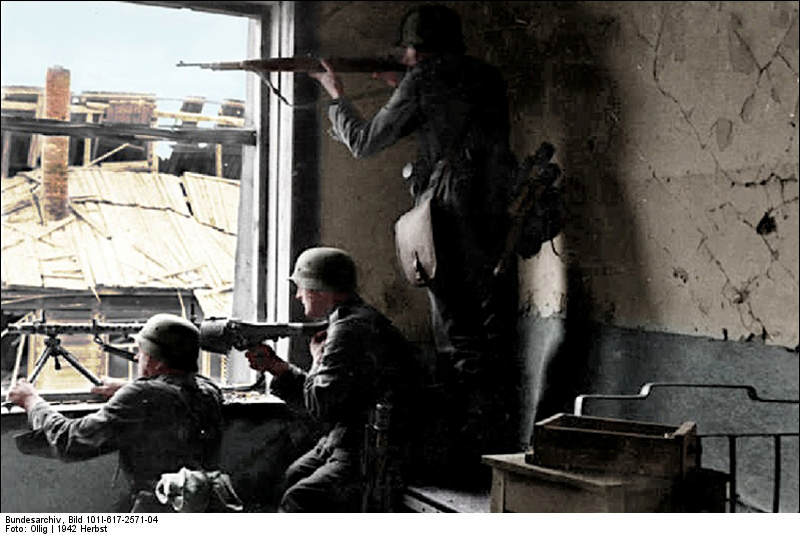
Niemieccy żołnierze osłaniający się nawzajem w czasie walk miejskich

W innej części miasta radziecki pluton pod dowództwem sierż. Jakowa Pawłowa ufortyfikował czteropiętrowy budynek z widokiem na kwadrat o powierzchni 300 metrów kw. nad brzegiem Wołgi, nazwany później Domem Pawłowa. Żołnierze otoczyli go polami minowymi, ustawili gniazda karabinów maszynowych w oknach i wybili dziury w ścianach w piwnicy dla łatwiejszej komunikacji między sobą. Nie mieli dnia wolnego od walk i nie zostali znacząco wzmocnieni przez dwa miesiące. Budynek został oznaczony na niemieckich mapach jako Festung („Twierdza”). Za swoje działania sierż. Pawłow został nagrodzony tytułem Bohatera Związku Radzieckiego.
Niemcy czynili powolne, ale stałe postępy na całym obszarze miasta. Radzieckie pozycje były zdobywane pojedynczo, ale Niemcy nigdy nie byli w stanie uchwycić najważniejszych przystani służących jako punkty odbioru radzieckich posiłków wzdłuż brzegu Wołgi. Do 27 września Niemcy całkowicie zajęli południową część miasta, ale Sowieci skoncentrowali się na obronie środkowych i północnych dzielnic. Co najważniejsze, Sowieci wciąż dysponowali barkami do przewożenia żołnierzy i zapasów ze wschodniego brzegu rzeki.

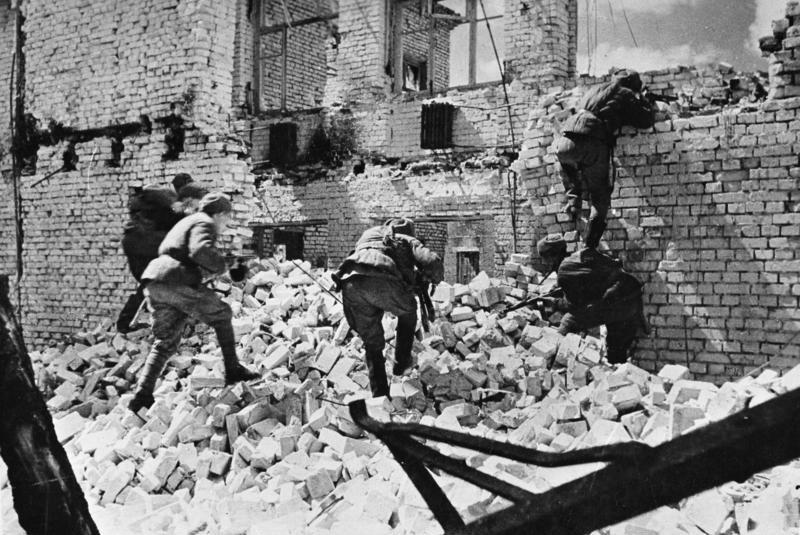
Radzieckie oddziały szturmowe w walce o Stalingrad

Niemcy używali samolotów, czołgów i ciężkiej artylerii, aby oczyścić miasto, z różnym powodzeniem. Pod koniec bitwy dostarczono pod Stalingrad gigantyczne działo kolejowe o imieniu Dora, ale z powodu pogarszającej się sytuacji na froncie nie zdołano ani razu go użyć. Sowieci zgromadzili natomiast dużą liczbę baterii artyleryjskich na wschodnim brzegu Wołgi, które pozostawały w nieustannym kontakcie radiowym z obserwatorami artyleryjskimi w strefie walk. Ta artyleria miała kluczowe znaczenie na etapie jesiennych walk o miasto i była w stanie ostrzeliwać pojedyncze, niemieckie pozycje w całym Stalingradzie.
Snajperzy po obu stronach używali ruin, aby skrycie zadawać straty wrogowi. Najsłynniejszym radzieckim snajperem w Stalingradzie był Wasilij Zajcew z 225 potwierdzonymi trafieniami podczas bitwy. Często celami byli żołnierze dostarczający jedzenie lub wodę na wysunięte pozycje. Obserwatorzy artyleryjscy byli szczególnie cenionym celem dla snajperów obu stron.

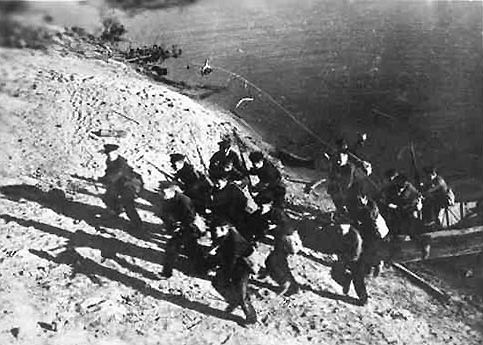
Żołnierze radzieckiej piechoty morskiej lądujący na zachodnim brzegu Wołgi

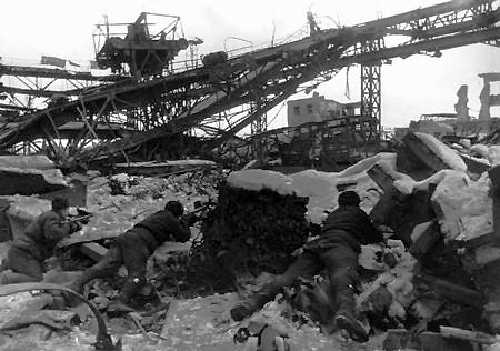
Żołnierze radzieccy w ruinach fabryki Czerwony Październik

Ważna historyczna debata dotyczy stopnia terroru w Armii Czerwonej. Brytyjski historyk Antony Beevor podaje „złowrogą” wiadomość z Wydziału Politycznego Frontu Stalingradzkiego z 8 października 1942 r., mówiącą o tym, że: „Nastrój defetyzmu został prawie całkowicie wyeliminowany, a liczba zdradzieckich incydentów maleje” jako dowód na represje radzieckich organów bezpieczeństwa wobec żołnierzy Armii Czerwonej w wykonaniu funkcjonariuszy Oddziałów Specjalnych (później przemianowanych na Smiersz). Z drugiej strony Beevor zauważył, że często niezwykła odwaga żołnierzy radzieckich w Stalingradzie porównywalna jest tylko z bitwą pod Verdun i argumentował, że sam terror nie może wyjaśnić takiego poświęcenia. Richard Overy odnosi się natomiast do pytania, jak ważne były metody przymusu w Armii Czerwonej w porównaniu z innymi czynnikami motywacyjnymi, takimi jak nienawiść do wroga. Twierdzi on, że chociaż „łatwo jest argumentować, że od lata 1942 r. armia radziecka walczyła, ponieważ była zmuszona do walki”, skoncentrowanie się wyłącznie na terrorze jest „zniekształceniem naszego poglądu na radziecki wysiłek wojenny”. Catherine Merridale po przeprowadzeniu setek wywiadów z radzieckimi weteranami na temat terroru sowieckich służb specjalnych na froncie wschodnim, a zwłaszcza na temat stosowania Rozkazu nr 227 („Ani kroku w tył!”) w Stalingradzie, zauważa, że na pozór paradoksalnie żołnierze „często odpowiadali, iż to [ten rozkaz] przyniósł im ulgę”. Wspomnienia czerwonoarmisty Lwa Lwowicza są przykładem takiej opinii; mówił on, że:

[Rozkaz nr 227] to był konieczny i ważny krok. Po tym, jak to usłyszeliśmy, wszyscy wiedzieliśmy już, na czym stoimy. I wszyscy – to prawda – czuliśmy się po tym lepiej. Tak, czuliśmy się lepiej

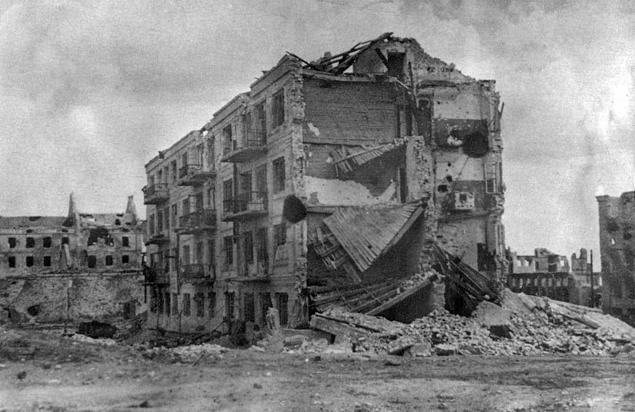
Dom Pawłowa w 1943 r.

W bitwie stalingradzkiej wiele kobiet walczyło po stronie radzieckiej lub służąc w formacjach pomocniczych, wielokrotnie znalazło się pod ostrzałem. Jak przyznał generał Czujkow:

Pamiętając o obronie Stalingradu, nie mogę przeoczyć bardzo ważnego pytania […] o rolę kobiet w wojnie, zarówno na tyłach, jak i na froncie. Podobnie jak mężczyźni, ponosiły one wszystkie ciężary życia w warunkach bojowych i razem z nami, mężczyznami, doszły aż do Berlina”

Na początku bitwy było 75 000 kobiet i dziewcząt z okolic Stalingradu, które ukończyły tam szkolenie wojskowe lub medyczne i zostały skierowane do służby frontowej. Kobiety obsadziły wiele baterii przeciwlotniczych, które walczyły nie tylko z samolotami Luftwaffe, ale także z niemieckimi czołgami. Radzieckie sanitariuszki nie tylko opatrywały rannych żołnierzy pod ostrzałem, ale też brały udział w bardzo niebezpiecznych działaniach polegających na sprowadzaniu poszkodowanych do szpitali polowych pod ostrzałem wroga. Kobiety były także operatorami radiostacji i telefonistkami, a wiele z nich zginęło, kiedy ich stanowiska znalazły się pod ostrzałem. Chociaż kobiety zwykle nie były szkolone do walki jako piechota, wiele z nich walczyło jako strzelcy karabinów maszynowych, operatorzy moździerzy i zwiadowcy. Kobiety w Stalingradzie służyły również jako snajperki. Trzy pułki lotnicze walczące nad Stalingradem były całkowicie żeńskie. Przynajmniej trzy kobiety zdobyły tytuł Bohatera Związku Radzieckiego jako kierowcy czołgu w bitwie stalingradzkiej.

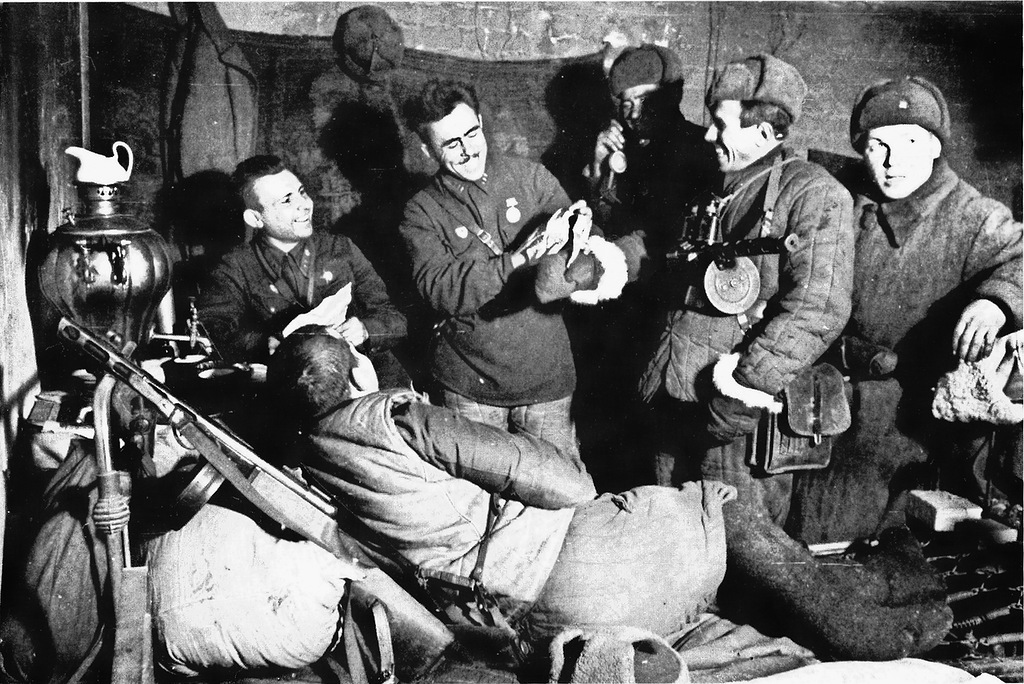
Żołnierze 13 Gwardyjskiej Dywizji Strzeleckiej odpoczywają po walce

Zarówno dla Stalina, jak i Hitlera Stalingrad stał się kwestią prestiżu, który znacznie przewyższał jego znaczenie wojskowe. Dowództwo sowieckie przeniosło jednostki z rezerwy strategicznej Armii Czerwonej z rejonu Moskwy do dolnej Wołgi i przetransportowało samoloty z całego kraju w okolice Stalingradu.
Obciążenie obu dowódców wojskowych było ogromne: w oku Paulusa rozwinął się niekontrolowany tik, który ostatecznie dotknął całej, lewej części jego twarzy, podczas gdy Czujkowa dręczyły wypryski naskórne, który wymagały całkowitego zabandażowania rąk.

### Walki o dzielnicę przemysłową

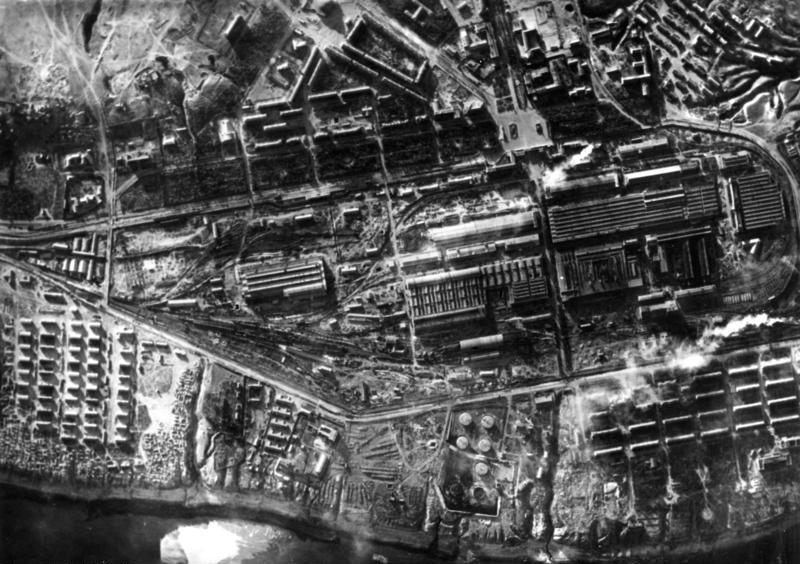
Stalingradzka Fabryka Traktorów w najbardziej wysuniętej na północ części miasta w 1942 r.

Po 27 września większość walk w mieście przeniosła się na północ, do dzielnicy przemysłowej. W ciągu 10 dni powoli czyniąc postępy przeciwko silnemu radzieckiemu oporowi, LI Korpus Armijny znalazł się przed trzema gigantycznymi fabrykami Stalingradu: Fabryką Stali Czerwony Październik, Fabryką Broni Barrikady i Stalingradzką Fabryką Traktorów. Kilka dni zajęło im przygotowanie się do najkrwawszego ze wszystkich starć w Stalingradzie, które rozpoczęło się 14 października z niespotykaną wcześniej koncentracją ognia. Wyjątkowo intensywny ostrzał i bombardowanie utorowały drogę pierwszym niemieckim grupom szturmowym. Główny atak (prowadzony przez 14 Dywizję Pancerną i 305 Dywizję Piechoty) był skierowany w stronę fabryki traktorów, podczas gdy kolejne uderzenie (głównie na barkach 24 Dywizji Pancernej) poszło na południe od gigantycznych zakładów przemysłowych.
Niemiecki atak zmiażdżył 37 Gwardyjską Dywizję Strzelecką gen. Wiktora Żołudiewa, a po południu grupa atakujących dotarła do fabryki traktorów, czym utorowała sobie drogę i dotarła do Wołgi, dzieląc 62 Armię na dwie części. W odpowiedzi na niemiecki wyłom radziecka frontowa kwatera główna zaangażowała trzy bataliony z 300 i 45 Dywizji Strzeleckiej płk. Wasilija Sokołowa, znacznej siły liczącej ponad 2000 ludzi, do walk o fabrykę Czerwony Październik.
Walki w fabryce Barrikady trwały do końca października. Obszar kontrolowany przez Armie Czerwoną skurczył się do kilku pasów ziemi wzdłuż zachodniego brzegu Wołgi, a w listopadzie walki koncentrowały się wokół tego, co radzieckie gazety nazwały „Wyspą Ludmiłowa”, niewielkim skrawkiem ziemi za fabryką Barrikady, gdzie pozostałości 138 Dywizji Strzeleckiej płk. Iwana Ludmiłowa opierały się wszelkim atakom ze strony Niemców i stały się symbolem silnej radzieckiej obrony Stalingradu.

### Ataki powietrzne

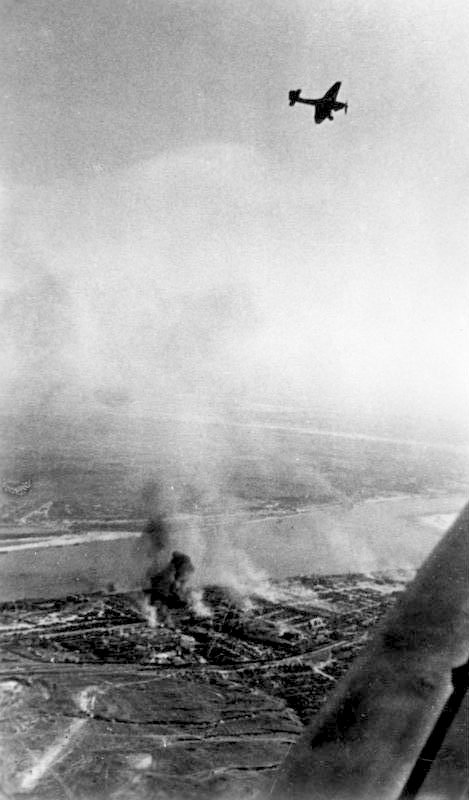
Bombowce nurkujące Ju 87 Stuka nad płonącym miastem

Od 5 do 12 września niemiecka 4 Flota Powietrzna przeprowadziła 7507 lotów (938 dziennie). Od 16 do 25 września wykonała 9746 misji (975 dziennie). Same jednostki sztukasów, zdeterminowane do stłumienia radzieckiego oporu, wyrobiły w dniu 5 października 900 pojedynczych lotów przeciwko radzieckim pozycjom w Stalingradzkiej Fabryce Traktorów. Zlikwidowano w ten sposób kilka radzieckich pułków; cały sztab 339 Pułku Piechoty został zabity następnego ranka podczas nalotu.
Luftwaffe zachowało przewagę w powietrzu do listopada. Jednak połączenie ciągłych operacji wsparcia powietrznego po stronie niemieckiej i radzieckiego oddania nieba w ciągu dnia zaczęło wpływać na równowagę strategiczną w powietrzu. Od 28 czerwca do 20 września pierwotna siła 4 Floty Powietrznej, wynosząca 1600 samolotów, z których 1155 było zdatnych do użytku, spadła do 950, z czego tylko 550 w pełni sprawnych. Całkowita siła formacji spadła o 40 proc., a liczba codziennych lotów z 1343 do 975. Radzieckie kontrofensywy w środkowej i północnej części frontu wschodniego ograniczyły rezerwy Luftwaffe i dostawy nowo zbudowanych samolotów, zmniejszając procentowy udział 4 Floty Powietrznej w ogólnej liczbie niemieckich samolotów na froncie wschodnim z 60 proc. 28 czerwca do 38 proc. do 20 września. Kampfwaffe (siła bombowa) została najbardziej zubożona, pozostając z zaledwie 232 samolotami z pierwotnej siły 480. Radzieckie Wojskowe Siły Powietrzne pozostawały jakościowo gorsze, ale do czasu rozpoczęcia radzieckiej kontrofensywy osiągnęły przewagę liczebną.
W połowie października, po otrzymaniu wsparcia z teatru Kaukazu, Luftwaffe zintensyfikowało wysiłki przeciwko pozostałym pozycjom Armii Czerwonej na zachodnim brzegu. 14 października 4 Flota Powietrzna wykonała 1450 lotów, a jej sztukasy zrzuciły 550 ton bomb, w tym samym czasie niemiecka piechota otoczyła trzy fabryki. Stukageschwader 1, 2 i 77 w dużej mierze uciszyły radziecką artylerię na wschodnim brzegu Wołgi, zanim zwróciły uwagę na żeglugę, która po raz kolejny próbowała wzmocnić kurczące się radzieckie strefy oporu w Stalingradzie. Sowiecka 62 Armia została podzielona na dwie części i z powodu intensywnych ataków lotniczych na promy transportujące zaopatrzenie przez Wołgę, otrzymywała znacznie mniejsze wsparcie materialne. Przeciwko Sowietom zepchniętym do 1-kilometrowego pasa ziemi na zachodnim brzegu Wołgi wykonano ponad 1208 lotów bombowców nurkujących Stuka w celu ich ostatecznego wyeliminowania.

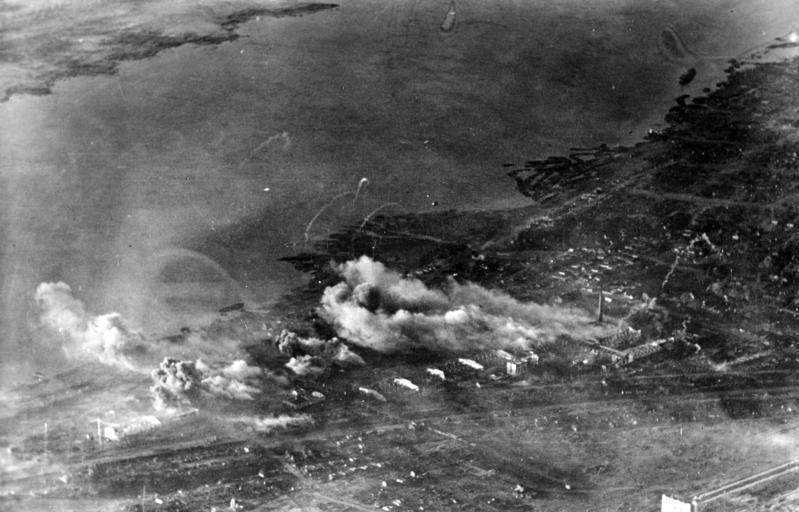
Chmury dymu i pyłu wznoszą się z ruin fabryki konserw na południu Stalingradu po niemieckim bombardowaniu 2 października 1942 r.

Radzieckie eskadry bombowców dalekiego zasięgu, które poniosły druzgocące straty w ciągu ostatnich 18 miesięcy, musiały ograniczyć się do latania w nocy. Sowieci wykonali w sumie 11 317 nocnych lotów nad Stalingradem i sektorem zakola Donu w okresie od 17 lipca do 19 listopada. Te naloty spowodowały niewielkie szkody i miały jedynie znaczenie psychologiczne, podkopując wrogie morale. Sytuacja zmieniła się 8 listopada, gdy znaczne siły 4 Floty Powietrznej zostały wycofane z frontu wschodniego w celu zwalczania lądowania Amerykanów w Afryce Północnej. Niemieckie siły powietrzne rozproszyły się po całej Europie, co utrudniło utrzymanie przewagi w sektorach frontu radziecko-niemieckiego.
Jak zauważa historyk Chris Bellamy, Niemcy zapłacili wysoką, strategiczną cenę za samoloty odesłane do Stalingradu: Luftwaffe było zmuszone zwolnić znaczną część swojej siły powietrznej od natarcia w stronę bogatego w ropę Kaukazu, który był pierwotnie głównym strategicznym celem Hitlera.
Rumuńskie Królewskie Siły Powietrzne również były zaangażowane w operacje powietrzne wojsk Osi w Stalingradzie. Począwszy od 23 października 1942 r. rumuńscy piloci wykonali w sumie 4000 lotów, podczas których zniszczyli 61 samolotów radzieckich. Rumuńskie siły powietrzne straciły 79 maszyn, większość z nich zniszczonych na ziemi w czasie nalotów na lotniska.

### Niemcy nad Wołgą
Po trzech miesiącach powolnego postępu Niemcy w końcu dotarli do brzegów Wołgi, zdobywając 90 proc. powierzchni zrujnowanego miasta i dzieląc pozostałe walczące siły radzieckie na dwie wąskie kieszenie. W tym czasie kra na Wołdze uniemożliwiała skuteczne zaopatrywanie sowieckich obrońców przez barki i promy. Niemniej jednak zacięte walki wciąż trwały, szczególnie na zboczach Kurhanu Mamaja i na terenie fabryk w północnej części miasta. Od 21 sierpnia do 20 listopada niemiecka 6 Armia straciła 60 548 ludzi, w tym 12 782 zabitych, 45 545 rannych i 2221 zaginionych.

## Radzieckie kontrofensywy

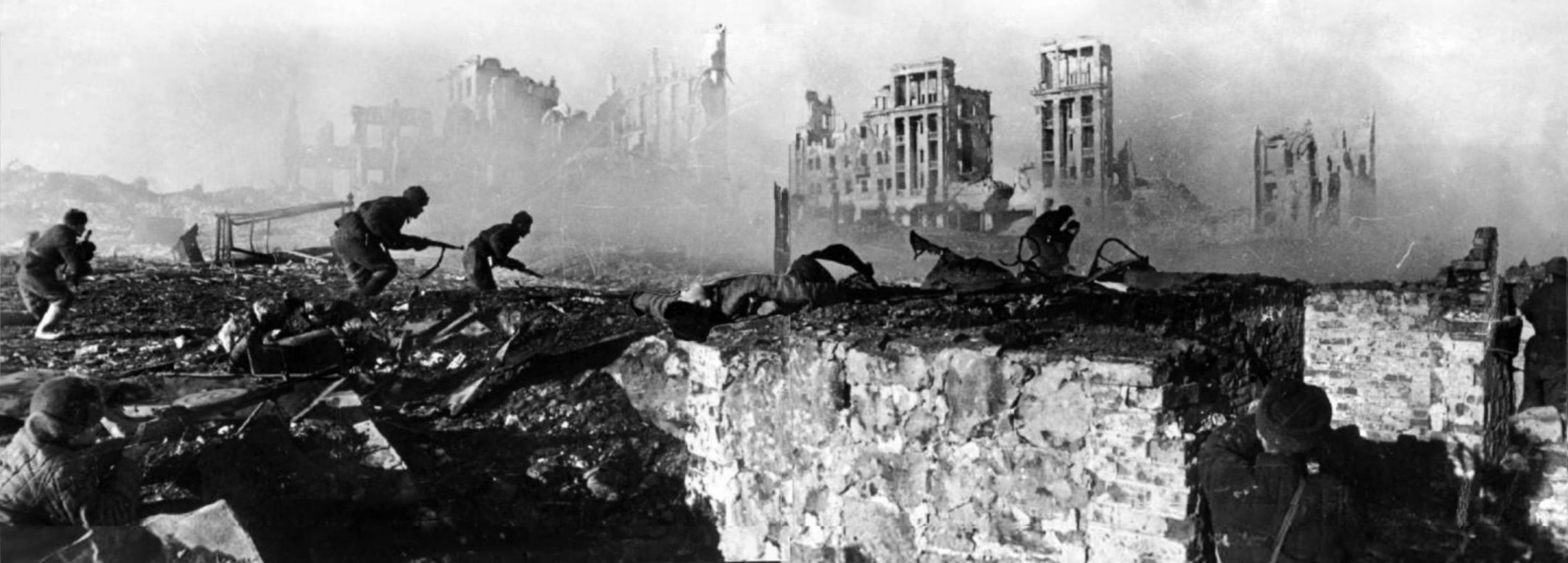
Atak radzieckich żołnierzy w Stalingradzie, luty 1943 r. W tle widoczny zrujnowany Dom Kolejarzy

Uznając, że wojska niemieckie były źle przygotowane do operacji ofensywnych zimą 1942 r. i że większość z nich została przeniesiona gdzie indziej na południowym odcinku frontu wschodniego, Stawka postanowiła przeprowadzić szereg operacji ofensywnych pomiędzy 19 listopada 1942 r., a 2 lutego 1943 r. Operacje te otworzyły kampanię zimową 1942–1943 (19 listopada 1942 r. – 3 marca 1943 r.), w której udział wzięło około piętnastu armii działających w ramach kilku frontów. Według marsz. Gieorgija Żukowa „niemieckie błędy operacyjne dodatkowo pogorszył słaby wywiad: nie udało im się dostrzec przygotowań do dużej kontrofensywy pod Stalingradem, gdzie było zgromadzonych dziesięć armii ogólnowojskowych, jedna pancerna i cztery lotnicze”.

### Słabość niemieckich skrzydeł
Podczas oblężenia niemieckie i sprzymierzone armie włoskie, węgierskie i rumuńskie chroniące północne i południowe flanki Grupy Armii B naciskały na swoją kwaterę główną o wsparcie. 2 Armii węgierskiej powierzono zadanie obrony odcinka frontu o długości 200 km na północ od Stalingradu pomiędzy armią włoską a Woroneżem. Spowodowało to utworzenie bardzo cienkiej linii obrony, z niektórymi sektorami, na których 1–2 km odcinek frontu był broniony przez jeden pluton. Siłom tym brakowało również skutecznej broni przeciwpancernej. Żukow stwierdził: „W porównaniu z Niemcami oddziały państw marionetkowych były gorzej uzbrojone, mniej doświadczone i mniej skuteczne, nawet w obronie”.
Z powodu całkowitego skupienia się na walkach w mieście siły Osi zaniedbywały od miesięcy konsolidację swoich pozycji wzdłuż naturalnej linii obronnej na rzece Don. Siły radzieckie mogły zachować przyczółki na prawym brzegu, z których można by szybko rozwinąć operacje ofensywne. Te przyczółki z perspektywy czasu przerodziły się w poważne zagrożenie dla Grupy Armii B.
Podobnie na południowej flance sektora Stalingradu front znajdujący się na południowy zachód od Kotielnikowa był utrzymywany tylko przez 4 Armię rumuńską. Oprócz tej armii znajdowała się tam tylko jedna niemiecka dywizja, 16 Dywizja Grenadierów Pancernych, która pokonała 400 km, by dotrzeć na front. Paulus poprosił o pozwolenie na „wycofanie 6 Armii za Don”, ale otrzymał stanowczą odmowę. Jak skomentował Paulus w słowach skierowanych do płk. Wilhelma Adama: „Nadal istnieje rozkaz, zgodnie z którym żaden dowódca grupy armii lub armii nie ma prawa oddać wioski, ani nawet okopu bez zgody Hitlera”.

### Operacja Uran: radziecka kontrofensywa
Niemiecka linia frontu, 19 listopada
     Niemiecka linia frontu, 12 grudnia
     Niemiecka linia frontu, 24 grudnia
     Radzieckie postępy, 19–28 listopada

Radziecka kontrofensywa na Stalingrad
Niemiecka linia frontu, 19 listopada
Niemiecka linia frontu, 12 grudnia
Niemiecka linia frontu, 24 grudnia
Radzieckie postępy, 19–28 listopada

Jesienią radzieccy dowódcy Gieorgij Żukow i Aleksandr Wasilewski, odpowiedzialni za planowanie strategiczne w rejonie Stalingradu, skoncentrowali poważne siły na stepach na północ i południe od miasta. Północnej flanki sił Osi broniły jednostki węgierskie i rumuńskie, często na odsłoniętych pozycjach pośrodku stepu. Naturalna linia obrony, rzeka Don, nigdy nie została właściwie umocniona przez stronę niemiecką. Armie w okolicy były również słabo wyposażone w broń przeciwpancerną. Plan polegał na przebiciu się przez rozciągnięte i słabo bronione niemieckie flanki i otoczenie sił niemieckich w rejonie Stalingradu.
Podczas przygotowań do ataku marszałek Żukow osobiście odwiedził front i zauważył słabą organizację, w związku z czym nalegał na tygodniowe opóźnienie w dacie rozpoczęcia planowanego ataku. Operacja otrzymała kryptonim „Uran” i miała się rozpocząć wraz z operacją Mars, która była skierowana przeciwko Grupie Armii Środek. Plan był podobny do tego, który Żukow wykorzystał do zwycięstwa pod Chałchin-Goł trzy lata wcześniej, gdzie zastosował podwójny manewr okrążający i zniszczył 23 Dywizję Japońskiej Armii Cesarskiej.

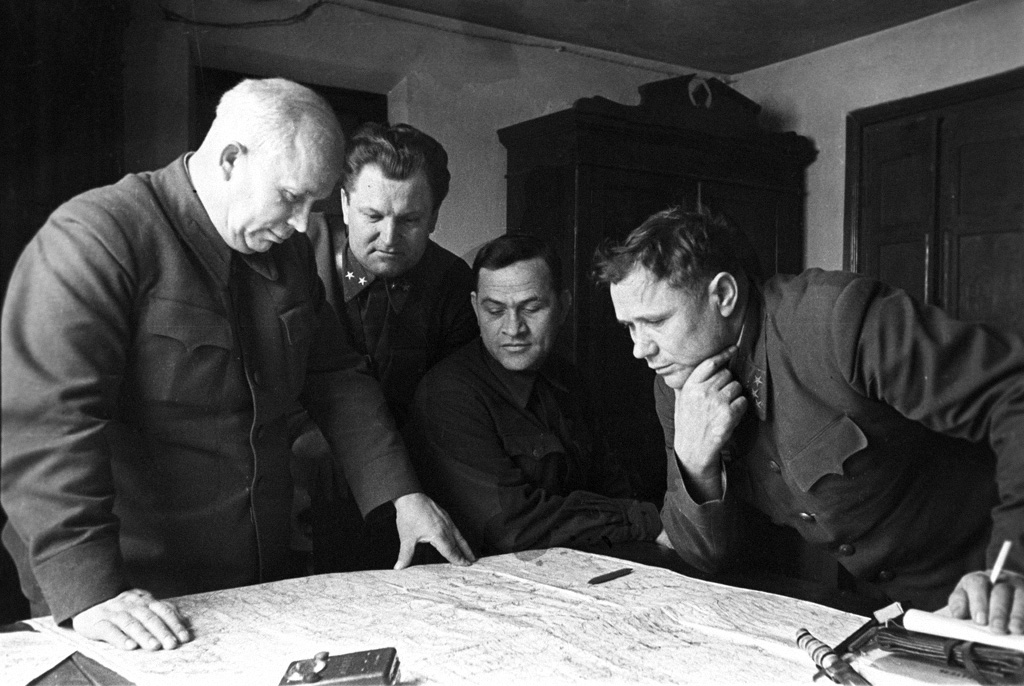
Gen. Andriej Jeriomienko (po prawej) z Nikitą Chruszczowem (po lewej), głównym komisarzem Frontu Stalingradzkiego, grudzień 1942 r.

19 listopada 1942 r. Armia Czerwona rozpoczęła operację Uran. Atakujące jednostki radzieckie pod dowództwem gen. Nikołaja Watutina składały się z trzech pełnych armii, 1 Gwardyjskiej Armii, 5 Armii Pancernej i 21 Armii, łącznie osiemnastu dywizji piechoty, ośmiu brygad czołgów, dwóch zmotoryzowanych brygad, sześciu dywizji kawalerii i jednej brygady przeciwpancernej. Przygotowania do ataku dostrzegali Rumuni, którzy nalegali na posiłki, ale Niemcy ponownie odmówili. Rozproszona, rozmieszczona na odsłoniętych pozycjach, przytłoczona liczebnie i słabo wyposażona rumuńska 3 Armia, która utrzymywała północną flankę 6 Armii, została wyparta z zajmowanych pozycji.
Za linią frontu nie poczyniono żadnych przygotowań do obrony kluczowych punktów na tyłach, takich jak Kałacz. Reakcja Wehrmachtu na radziecką kontrofensywę była równie chaotyczna, jak niezdecydowana. Zła pogoda uniemożliwiła skuteczną odpowiedź Luftwaffe. Grupa Armii B znalazła się w nieładzie i musiała stawić czoła silnej radzieckiej presji na wszystkich frontach, dlatego była nieskuteczna w odciążeniu 6 Armii.
20 listopada na południe od Stalingradu rozpoczęła się druga radziecka kontrofensywa w sile dwóch armii przeciwko punktom oporu rumuńskiego 4 Korpusu Armijnego. Siły rumuńskie, złożone głównie z lekko uzbrojonej piechoty, zostały przytłoczone przez dużą liczbę atakujących czołgów. Siły radzieckie ruszyły na zachód i 23 listopada spotkały się w Kałaczu z wojskami idącymi od południa, zamykając pierścień okrążenia wokół Stalingradu.

## 6 Armia w okrążeniu

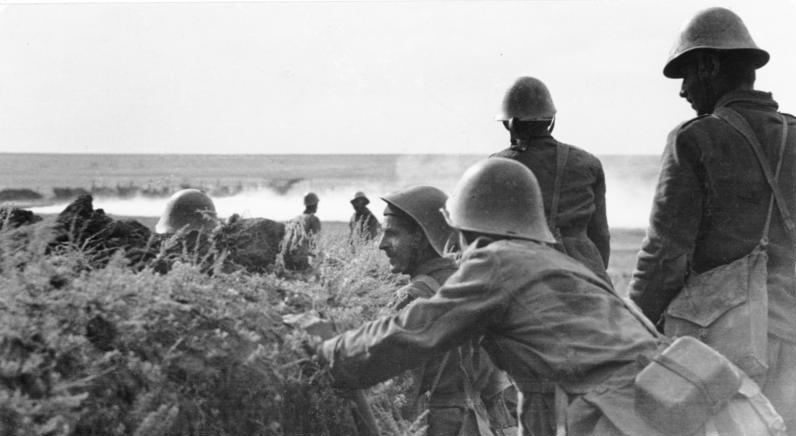
Rumuńscy żołnierze pod Stalingradem

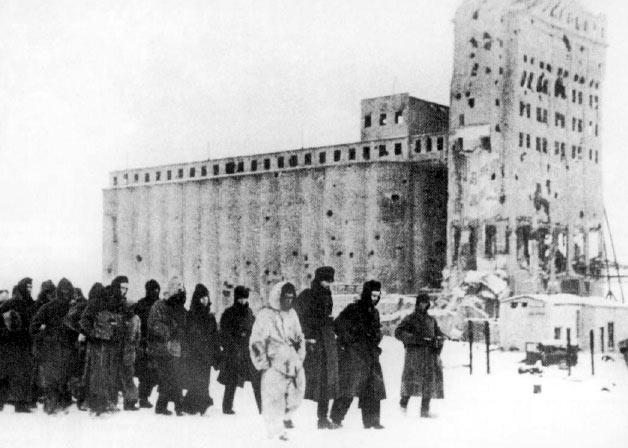
Niemieccy żołnierze jako jeńcy wojenni. W tle widać silnie broniony we wrześniu elewator zbożowy w Stalingradzie

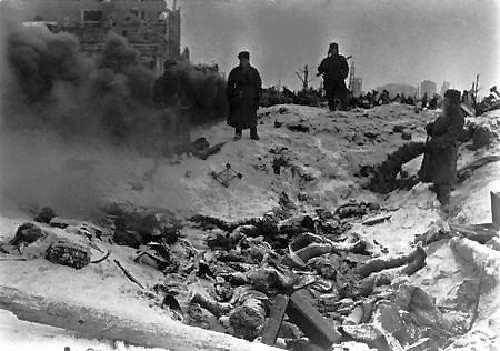
Martwi Niemcy w Stalingradzie

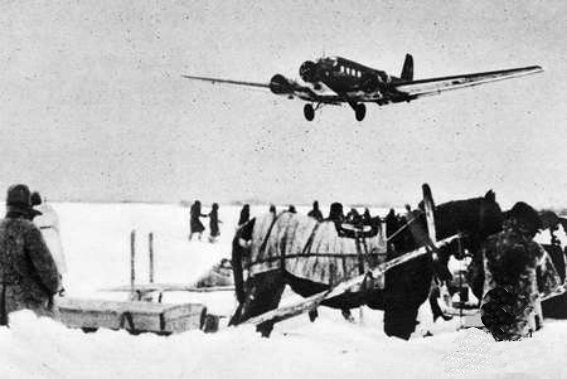
Junkers Ju 52 zbliża się do Stalingradu

Otoczone siły Osi składały się z 265 000 Niemców, Rumunów, Włochów i Chorwatów. Ponadto niemiecka 6 Armia obejmowała od 40 000 do 65 000 Hilfswillige (Hiwi), czyli „ochotniczych pomocników”. Określenie to jest używane w odniesieniu do personelu rekrutowanego wśród radzieckich jeńców wojennych i cywilów z obszarów okupowanych. Hiwi często okazywali się niezawodnymi współpracownikami sił Osi na obszarach tyłowych i pełnili głównie funkcje pomocnicze, ale z czasem zaczęli służyć również w niektórych jednostkach frontowych, kiedy ich liczebność znacznie wzrosła. Etnicznie niemiecki personel w kotle stalingradzkim liczył około 210 000 ludzi w dniu 19 listopada 1942 r. Wewnątrz kotła znalazło się też około 10 000 radzieckich cywilów i kilka tysięcy jeńców radzieckich, których Niemcy wzięli do niewoli podczas bitwy. Przy tym nie cała 6 Armia została okrążona: 50 000 jej żołnierzy pozostało poza kotłem. Należeli oni głównie do dwóch dywizji 6 Armii między armiami włoską i rumuńską: 62 i 298 Dywizji Piechoty. Spośród 210 000 Niemców 10 000 pozostało do walki, 105 000 poddało się, 35 000 zostało ewakuowanych drogą powietrzną, a pozostałe 60 000 zginęło.
Nawet przy tak rozpaczliwej sytuacji 6 Armii, Grupa Armii A kontynuowała inwazję na Kaukaz daleko na południe od 19 listopada aż do 19 grudnia. Po 19 grudnia armia niemiecka wycofała się całkowicie z Kaukazu, wykorzystując 6 Armię do przygwożdżenia sił radzieckich. Dlatego Grupa Armii A nigdy nie została użyta do pomocy w uwolnieniu 6 Armii, bo to 6 Armia osłaniała jej odwrót z Kaukazu.
Utworzono Grupę Armii Don pod dowództwem feldmarszałka Ericha von Mansteina. W jej skład weszło dwadzieścia dywizji niemieckich i dwie rumuńskie okrążone w Stalingradzie, grupy bojowe płk. Adama utworzone wzdłuż rzeki Czir i na przyczółku dońskim, a także pozostałości rumuńskiej 3 Armii.
Jednostki Armii Czerwonej utworzyły natomiast dwie linie obronne: cyrkumwałowane skierowane do wewnątrz i kontrwałowane skierowane na zewnątrz. Manstein w wiadomości skierowanej do Hitlera 24 listopada zalecił Hitlerowi, aby nie rozkazywał 6 Armii przebijać się na zewnątrz kotła, twierdząc, że jest w stanie przedrzeć się przez linie radzieckie i uwolnić oblężoną 6 Armię. Amerykańscy historycy Williamson Murray i Alan Millet napisali, że to wiadomość Mansteina oraz oświadczenie dowódcy Luftwaffe, feldmarszałka Hermanna Göringa, mówiące o tym, że niemieckie lotnictwo może dostarczyć Stalingradowi wystarczające ilości zaopatrzenia, „przypieczętowały los 6 Armii” Po wojnie Manstein twierdził, że powiedział Hitlerowi, iż 6 Armia musi się przebijać z okrążenia. Amerykański historyk Gerhard Weinberg uważa jednak, że wypaczył on swój udział w tej sprawie. Niezależnie od tego, Manstein miał za zadanie przeprowadzić akcję ratunkową o nazwie operacja Zimowy Sztorm (Unternehmen Wintergewitter), której celem było przebicie się do Stalingradu z zewnątrz, co według niego było wykonalne, jeśli 6 Armia będzie tymczasowo zaopatrywana drogą powietrzną.
Adolf Hitler oświadczył w publicznym wystąpieniu w berlińskim Sportpalast 30 września 1942 r., że armia niemiecka nigdy nie opuści Stalingradu. Na spotkaniu wkrótce po okrążeniu 6 Armii przez siły radzieckie najwyżsi dowódcy armii niemieckiej nalegali na natychmiastowe przebicie się do nowej linii na zachód od Donu, ale Hitler był w swojej bawarskiej rezydencji Obersalzberg w Berchtesgaden z dowódcą Luftwaffe, Hermannem Göringiem. Zapytany przez Hitlera Göring odpowiedział, po przekonaniu Hansa Jeschonnka, że Luftwaffe może zaopatrywać 6 Armię „mostem powietrznym”. Pozwoliłoby to Niemcom w oblężonym mieście na kontynuowanie walki, podczas gdy na zewnątrz gromadzone były siły do przyjścia z odsieczą. Podobny plan został zastosowany rok wcześniej w kotle diemiańskim, choć na znacznie mniejszą skalę.
Dowódca 4 Floty Powietrznej, gen. Wolfram von Richthofen, próbował unieważnić tę decyzję. Siły pod zwierzchnictwem 6 Armii były prawie dwa razy większe niż etatowa niemiecka armia, znajdował się tam także jeden z korpusów 4 Armii Pancernej. Maksymalnie 107 ton, które można było dostarczyć dziennie – w oparciu o liczbę dostępnych samolotów i możliwości lądowania tylko na lotnisku w Pitomniku – było to znacznie mniej, niż wymagane minimalne 750 ton dla utrzymania sił operacyjnych w kotle. Aby uzupełnić ograniczoną liczbę transportowców Junkers Ju 52 Niemcy zaangażowali do tej roli także inne samoloty, takie jak bombowce Heinkel He 177, czy Heinkel He 111 (ten drugi okazał się całkiem wydajny do tego zadania i był znacznie szybszy niż Ju 52). Gen. Richthofen poinformował Mansteina 27 listopada o niskiej zdolności transportowej Luftwaffe i niemożliwości dostarczenia drogą powietrzną 300 ton zaopatrzenia dziennie. Manstein dostrzegał teraz ogromne trudności techniczne związane z realizowaniem dostaw drogą powietrzną o tych rozmiarach. Następnego dnia sporządził sześciostronicowy raport sytuacyjny dla sztabu generalnego. Na podstawie informacji eksperta Richthofen oświadczył, że w przeciwieństwie do przykładu kotła diemiańskiego, w Stalingradzie stała dostawa zaopatrzenia drogą powietrzną będzie niemożliwa i jako alternatywę zaproponował utworzenie wąskiego korytarza ratunkowego do 6 Armii, a siły Luftwaffe powinny dostarczać tylko wystarczającą ilość amunicji i paliwa na próbę przebicia się. Przyznał też, że rezygnacja ze Stalingradu oznaczałaby ciężką „stratę moralną”, ale byłaby ona łatwiejsza do zniesienia, jeśli zachowa się siłę bojową 6 Armii i odzyska inicjatywę. Hitler powtórzył jednak, że 6 Armia pozostanie w Stalingradzie i że most powietrzny będzie ją zaopatrywał dopóty, dopóki okrążenie nie zostanie zniesione przez nową niemiecką ofensywę.
Optymalne zaopatrywanie 270 000 ludzi uwięzionych w kotle wymagało dostarczania 700 ton zapasów dziennie. Oznaczałoby to 350 lotów Ju 52 do Pitomnika każdego dnia. Absolutnym minimum było dostarczanie 500 ton. Jednak według płk. Adama: „Ani jednego dnia nie wpłynęła minimalna niezbędna ilość zapasów”. Luftwaffe była w stanie dostarczyć średnio 85 ton zapasów dziennie ze zdolności transportu lotniczego wynoszącej 106 ton dziennie. Najbardziej udanego dnia w ciągu całego oblężenia, 19 grudnia, Luftwaffe dostarczyła 262 tony zaopatrzenia w 154 lotach. Skutkiem ubocznym skoncentrowania transportu powietrznego na Stalingradzie było to, że Luftwaffe nie dostarczyła własnym jednostkom transportowym zapasów potrzebnych do utrzymania odpowiedniej liczby samolotów sprawnych – narzędzi, części zamiennych, środków konserwacji, siły roboczej, a nawet samolotów dostosowanych do panujących warunków pogodowych. Wszystkie te czynniki uniemożliwiły Luftwaffe efektywne wykorzystanie pełnego potencjału swoich sił transportowych, sprawiając, że nie była ona w stanie zapewnić dostaw niezbędnych do utrzymania 6 Armii.

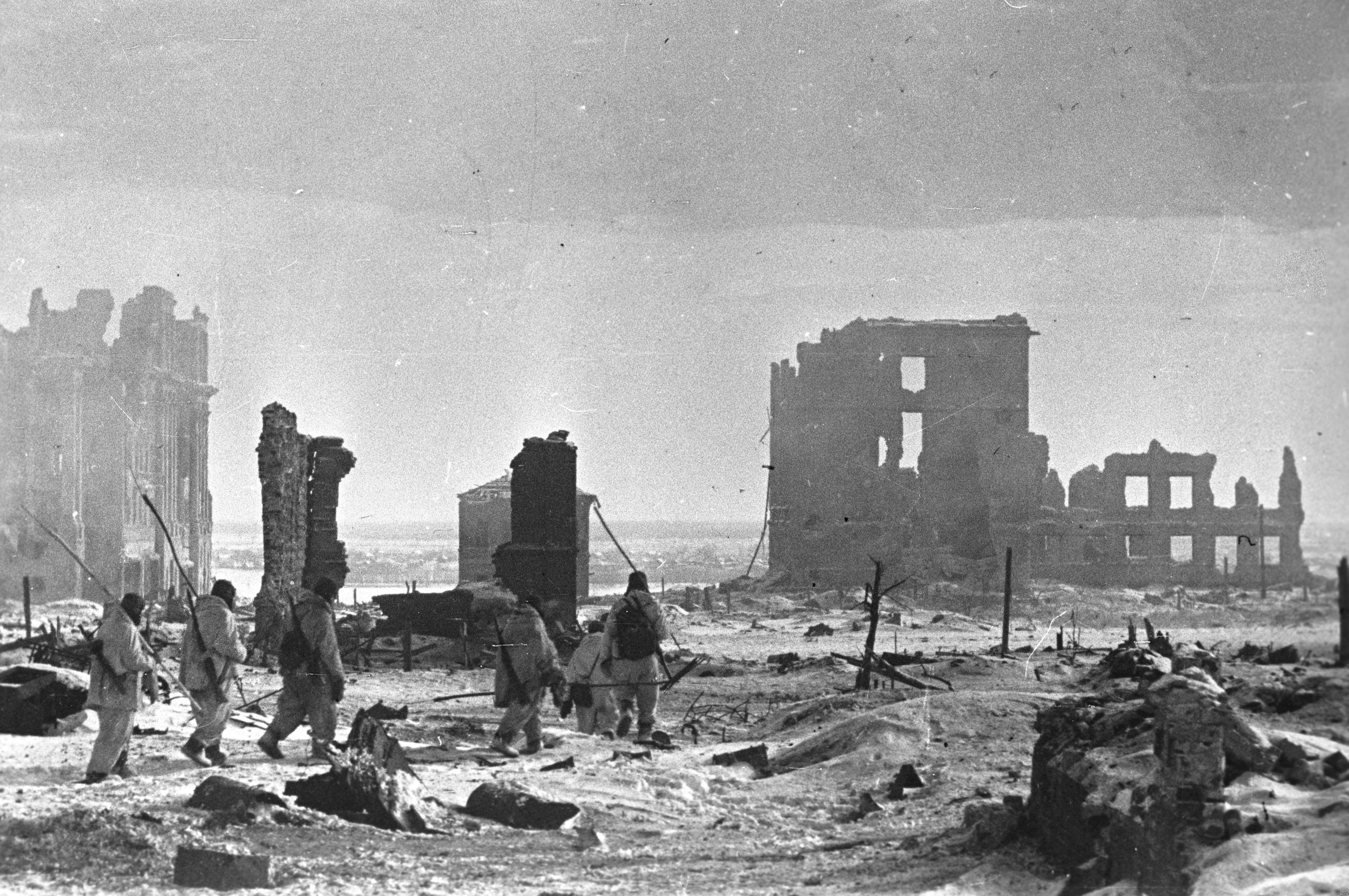
Centrum Stalingradu po wyzwoleniu

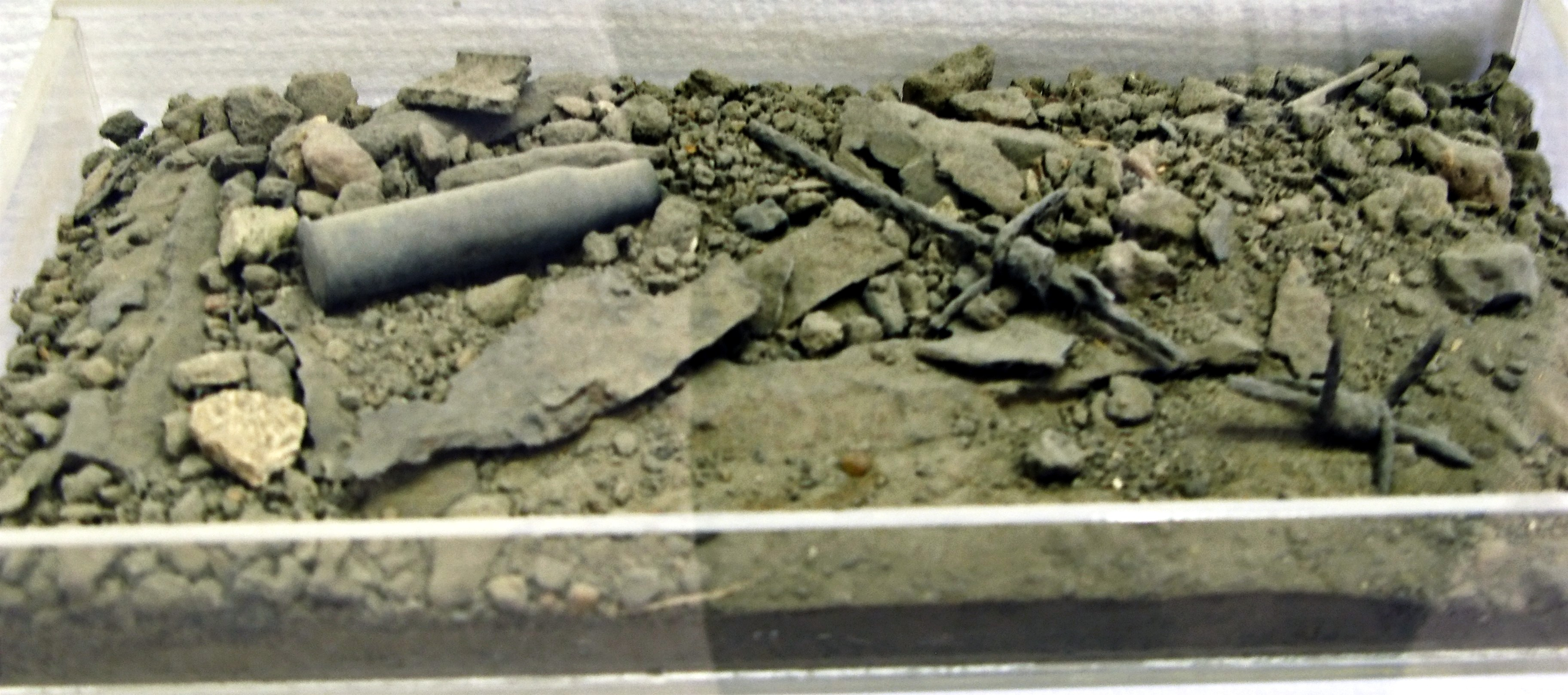
Ziemia i gruz z bitwy stalingradzkiej we Władymirskim Muzeum Wojskowym

Na początku operacji paliwo było wysyłane z wyższym priorytetem niż żywność i amunicja ze względu na przekonanie, że nastąpi próba wybicia się z miasta. Samoloty transportowe ewakuowały również specjalistów technicznych oraz chorych i rannych żołnierzy z kotła. Źródła różnią się w zależności od podawanej liczby ewakuowanych: co najmniej 25 000 do co najwyżej 35 000.
Początkowo loty zapasowe przybywały z lotniska polowego w miejscowości Tacynskaja, nazwanego przez niemieckich pilotów „Tazi”. 23 grudnia radziecki 24 Korpus Pancerny, dowodzony przez gen. Wasilija Badanowa, rozpoczął rajd za linie wroga, docierając do miejscowości Skassirskaja, a wczesnym rankiem 24 grudnia czołgi dotarły do Tacinskoj. Bez żołnierzy, którzy mogliby bronić lotniska, zostało ono opuszczone pod ciężkim ostrzałem z radzieckich czołgów w mniej niż godzinę. 108 Ju 52s i 16 Ju 86s uciekło do Nowoczerkaska, pozostawiając 72 Ju 52s i wiele innych samolotów zniszczonych na ziemi. Nowa baza zaopatrzeniowa została założona około 300 km od Stalingradu w Salsku, gdzie znaczna odległość stała się jeszcze kolejną przeszkodą w zaopatrywaniu 6 Armii. Salsk został z kolei porzucony w połowie stycznia dla Zwieriewa, niedaleko Szacht. Lotnisko polowe w Zwieriewie zostało kilkakrotnie zaatakowane 18 stycznia, a kolejne 50 Ju 52 uległy zniszczeniu. Zimowe warunki pogodowe, awarie techniczne, ciężki radziecki ogień przeciwlotniczy i coraz śmielsze działania radzieckich myśliwców ostatecznie doprowadziły do utraty 488 niemieckich samolotów.
Straty w szeregach lotnictwa transportowego, zarówno w ludziach, jak w taborze, były znaczne. 266 Junkersów Ju 52s zostało zniszczonych w operacjach transportowych, co stanowiło jedną trzecią ich floty na froncie wschodnim. Stracono także 165 Heinkli He 111. Inne straty obejmowały: 42 Ju 86s, 9 Fw 200 Condor, 5 He 177 i 1 Ju 290. Luftwaffe straciła także blisko 1000 wysoce doświadczonych członków załóg. Straty Luftwaffe były tak duże, że cztery jednostki transportowe ze składu 4 Floty Powietrznej (KGrzbV 700, KGrzbV 900, I./KGrzbV 1 i II./KGzbV 1) zostały „formalnie rozwiązane”.

## Koniec bitwy

### Operacja Zimowy Sztorm
W grudniu siły radzieckie umocniły swoje pozycje wokół Stalingradu i rozpoczęły się zacięte walki o zmniejszenie kieszeni. Operacja Zimowy Sztorm, niemiecka próba przebicia się do uwięzionej 6 Armii z południa, pod dowództwem feldmarszałka Mansteina, początkowo toczyła się z powodzeniem. Do 18 grudnia odsiecz zbliżyła się na odległość 48 km od pozycji 6 Armii. Jednak przewidywalny charakter operacji ratunkowej stanowił znaczne ryzyko dla wszystkich sił niemieckich na tym obszarze. Głodujące okrążone siły w Stalingradzie nie próbowały się wyrwać ani połączyć z postępującymi oddziałami Mansteina. Niektórzy niemieccy oficerowie prosili, aby Paulus sprzeciwił się rozkazom Hitlera i zamiast trwać na straconych pozycjach, spróbował wydostać się z kotła. Paulus odmówił, zaniepokojony atakami Armii Czerwonej na flankę Grupy Armii Don i Grupy Armii B w czasie ich ataku na Rostów nad Donem, argumentując, że „wczesne porzucenie” Stalingradu doprowadziłoby do zniszczenia Grupy Armii A na Kaukazie oraz stwierdził, iż czołgi 6 Armii miały paliwa tylko na 30 km natarcia w kierunku szpicy wojsk Mansteina. O swoich pytaniach do Grupy Armii Don Paulusowi powiedziano: „Zaczekaj, realizuj Operację „Grom” tylko na wyraźne polecenie!”, Operacja „Grom” jest słowem kodowym inicjującym wybuch.

### Operacja Mały Saturn

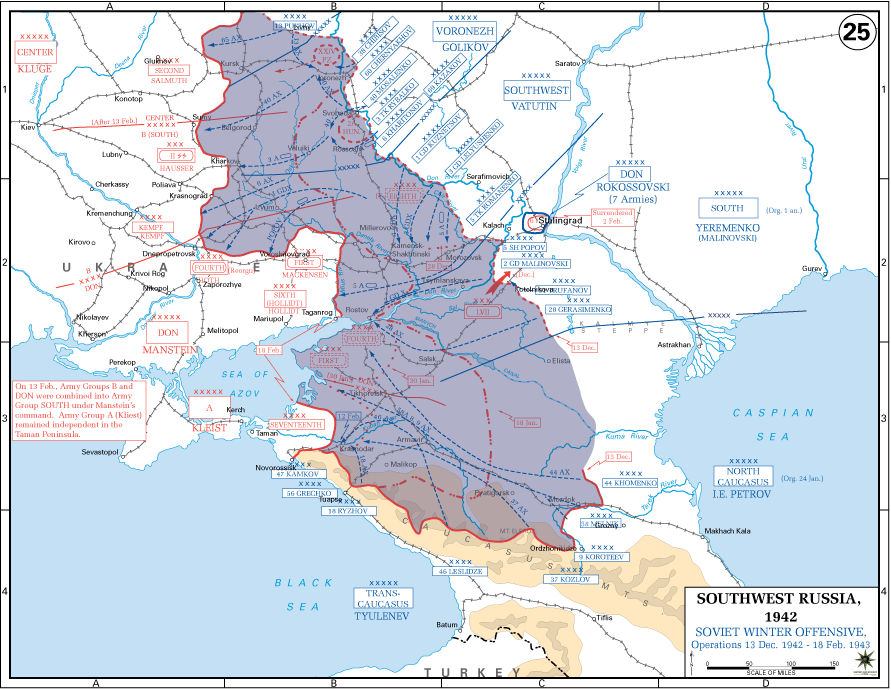
Postępy radzieckiej ofensywy (na niebiesko) podczas operacji Mały Saturn na Powołżu

16 grudnia Sowieci rozpoczęli operację Mały Saturn, której celem było przebicie się przez obronę wojsk Osi (głównie Włochów) nad Donem i zajęcie Rostowa. Niemcy utworzyli „mobilną obronę” małych jednostek, które miały utrzymywać miasto do przybycia posiłków wojsk pancernych. Z radzieckiego przyczółka w Mamonie 15 dywizji, wspieranych przez co najmniej 100 czołgów, zaatakowało włoskie dywizje „Cosseria” i „Rawenna”, i pomimo ich przewagi liczebnej 9:1, Włosi początkowo stawiali im twardy opór, a Niemcy chwalili jakość włoskich obrońców. Jednak 19 grudnia, kiedy włoskie linie rozpadły się, dowództwo Armii Włoskiej w Rosji nakazało wyniszczonym walkami dywizjom wycofać się na nowe linie obronne.
Grudniowe walki wymusiły całkowitą rewaluację niemieckiej sytuacji. Wyczuwając, że była to ostatnia szansa na uratowanie 6 Armii, Manstein poprosił Hitlera 18 grudnia o możliwość jej wycofania, ale Hitler ponownie odmówił. Sam Paulus na tym etapie wątpił w ogóle w możliwość dokonania przebicia się. Próba przedostania się do Stalingradu z zewnątrz została porzucona, a Grupie Armii A nakazano wycofanie się z Kaukazu. 6 Armia straciła od tej pory szansę na jakąkolwiek odsiecz. Podczas gdy dokonanie wyłomu przez siły zmotoryzowane mogło być możliwe w ciągu pierwszych tygodni oblężenia, tak pod koniec grudnia 6 Armia miała za mało paliwa, a niemieccy żołnierze mieliby duże trudności z przedostaniem się przez linie radzieckie pieszo w trudnych warunkach zimowych. Lecz zajmując pozycje obronne nad Wołgą, 6 Armia nadal wiązała walką znaczną liczbę armii radzieckich.
23 grudnia siły Mansteina przeszły do defensywy, aby poradzić sobie z nowymi radzieckimi kontrofensywami. Jak stwierdził marszałek Żukow: „Wojskowe i polityczne przywództwo nazistowskich Niemiec nie starało się im pomóc, ale zmusić ich do walki tak długo, jak to możliwe, aby związać siły radzieckie. Celem było ugranie jak najwięcej czasu, aby wycofać siły z Kaukazu (Grupa Armii A) i spieszyć żołnierzy z innych formacji, aby utworzyć nową grupę armii, która w pewnym stopniu byłaby w stanie zahamować naszą kontrofensywę”.

## Radzieckie zwycięstwo

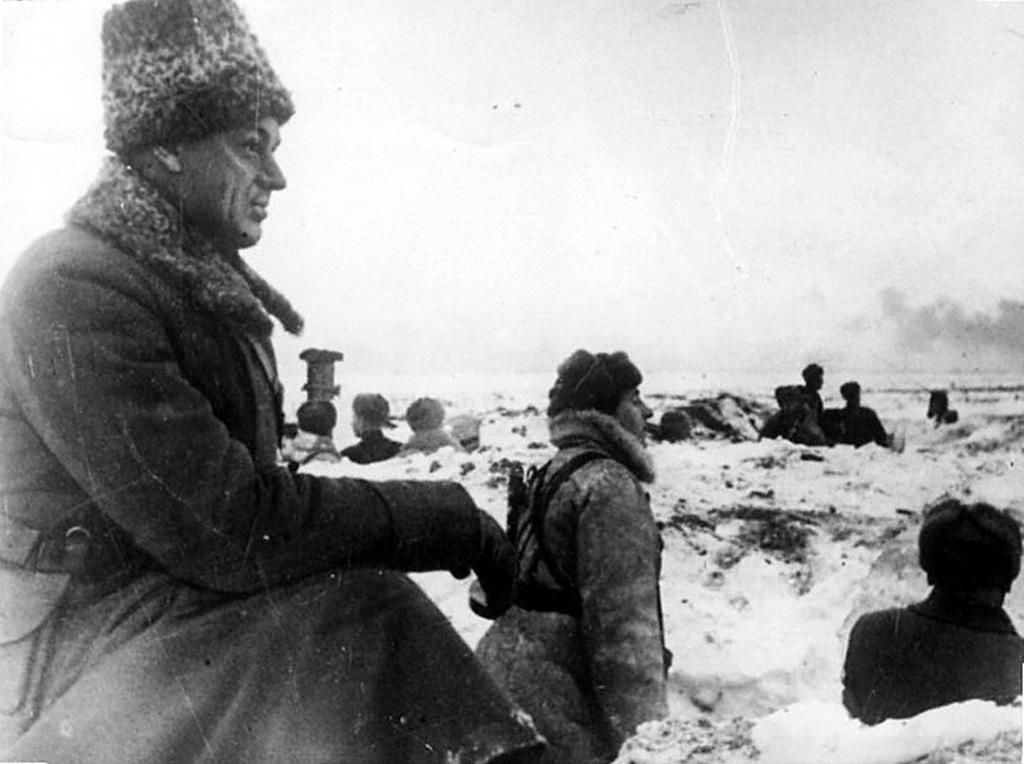
Dowódca Frontu Dońskiego, gen. Konstanty Rokossowski pod Stalingradem

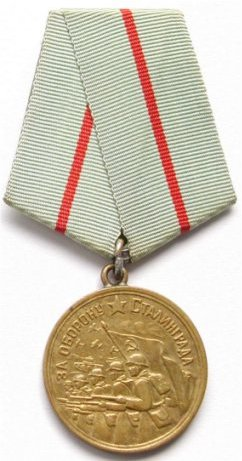
759 560 radzieckich żołnierzy otrzymało ten medal „Za obronę Stalingradu” począwszy od 22 grudnia 1942 r.

7 stycznia 1943 r. dowództwo Armii Czerwonej wysłało do kwatery głównej 6 Armii trzech parlamentariuszy, a jednocześnie w ulotkach zrzucanych z samolotów i przez głośniki ogłoszono warunki kapitulacji sił niemieckich w Stalingradzie. List do Paulusa został podpisany przez gen. Woronowa i naczelnego dowódcę Frontu Dońskiego, gen. Konstantego Rokossowskiego. Radziecka delegacja składała się z mjr. Aleksandra Smysłowa, kpt. Nikołaja Djatlenki i trębacza. W ofercie złożonej przez nich Paulusowi gwarantowano mu, że jeśli podda się w ciągu 24 godzin, otrzyma gwarancję bezpieczeństwa dla wszystkich jeńców, opiekę medyczną dla chorych i rannych, więźniowie będą mogli zachować swoje rzeczy osobiste, otrzymają „normalne” racje żywnościowe i możliwość repatriacji po zakończeniu wojny, ale Paulus, któremu Hitler zabraniał poddania się, nie odpowiedział. Oberkommando des Heeres poinformowało Paulusa: „Każdego dnia, gdy armia trwa na pozycjach, pomaga utrzymać cały front i odsuwa od niego dywizje rosyjskie”.
Niemcy w kotle wycofali się z przedmieść Stalingradu do samego miasta. Utrata dwóch lotnisk: w Pitomniku 16 stycznia 1943 r. i Gumraku w nocy z 21 na 22 stycznia oznaczała koniec otrzymywania jakiegokolwiek zaopatrzenia z zewnątrz i możliwości ewakuacji rannych. Trzeci i ostatni przydatny pas startowy znajdował się w szkole lotniczej Stalingradskaja, która podobno przyjęła ostatnie samoloty 23 stycznia. Po tej dacie nie było już żadnych zgłaszanych lądowań wewnątrz kotła, tylko sporadyczne zrzuty zasobników z amunicją i żywnością aż do końca bitwy.
Niemcy byli teraz nie tylko głodni, ale też prawie bez amunicji. Niemniej jednak nadal się opierali, częściowo z obawy, że Sowieci zabiją każdego, kto się podda. W szczególności Hiwi, obywatele radzieccy walczący u boku Niemców, nie mieli złudzeń co do swojego losu, jeśli zostaną schwytani. Sowieci byli początkowo zaskoczeni liczbą uwięzionych przez nich Niemców i musieli wzmocnić otaczające ich wojska. Krwawe walki miejskie rozgorzały na nowo ponownie w centrum Stalingradu, ale tym razem to Niemcy zostali zepchnięci nad brzeg Wołgi. Zastosowano prostą metodę mocowania metalowych siatek na wszystkich oknach, aby uchronić się przed wrzucanymi z zewnątrz granatami. Sowieci odpowiedzieli mocowaniem haczyków na granatach, które zaczepiały się na siatkach. Niemcy nie mieli w mieście prawie żadnych zdatnych do użytku czołgów, a te, które nadal działały, mogły w najlepszym wypadku zostać wykorzystane jako prowizoryczne bunkry z powodu zupełnego braku paliwa. Sowieci mogli, ale nie używali czołgów w obszarach, gdzie zagruzowane ulice ograniczałyby ich mobilność.

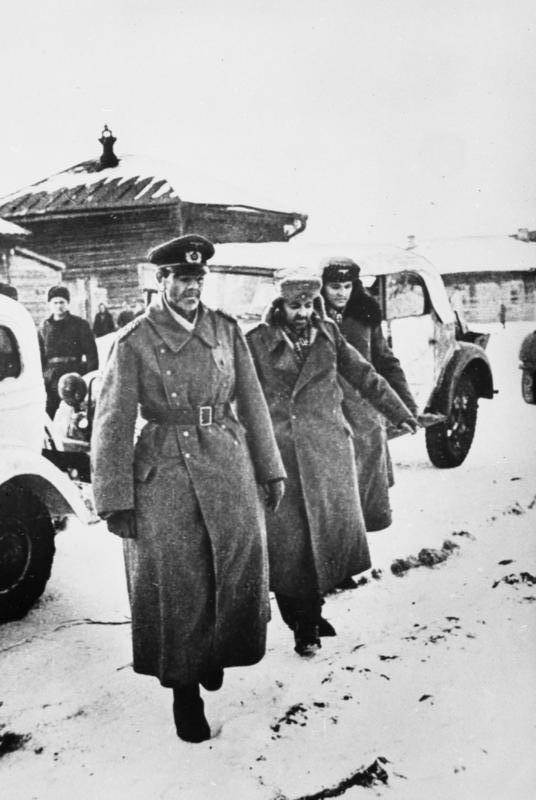
Awansowany na feldmarszałka tuż przed kapitulacją Friedrich Paulus (po lewej), wraz ze swoim szefem sztabu, gen. Artur Schmidt (generał) (w środku) i jego doradcą, płk. Wilhelmem Adamem (po prawej), po ich kapitulacji

22 stycznia Paulus po raz ostatni poprosił o pozwolenie na poddanie się. Hitler odrzucił prośbę. Później tego samego dnia telegrafował do 6 Armii, twierdząc, że historycznie przyczyniła się ona do najbardziej heroicznej walki w historii Niemiec i że powinna wytrzymać „do ostatniego żołnierza i ostatniej kuli”. Hitler powiedział ministrowi propagandy Josephowi Goebbelsowi, że los 6 Armii był „bohaterskim spektaklem niemieckiej historii”. 24 stycznia w swoim raporcie radiowym dla Hitlera Paulus zgłosił „18 000 rannych pozostających bez podstawowej opieki z powodu braku bandaży i lekarstw”.
26 stycznia 1943 r. siły niemieckie w Stalingradzie zostały podzielone na dwa kotły, na północ i południe od Kurhanu Mamaja. Północny kocioł, składający się z VIII Korpusu pod dowództwem gen. Waltera Heitza i XI Korpusu, został teraz odcięty od komunikacji telefonicznej z Paulusem w południowym kotle. Metaforycznie „każda część kotła znalazła się pod osobistym dowództwem Hitlera”. 28 stycznia kocioł został podzielony na trzy części. Teraz północny kocioł składał się z XI Korpusu, centralny z VIII i I Korpusu, a południowy z XIV Korpusu Pancernego i IV Korpusu „bez jednostek”. Chorzy i ranni sięgali już liczby od 40 000 do 50 000.
30 stycznia 1943 r., w 10. rocznicę dojścia Hitlera do władzy, Goebbels odczytał proklamację zawierającą zdanie: „Bohaterska walka naszych żołnierzy nad Wołgą powinna być wezwaniem dla wszystkich, aby zrobili wszystko, co w ich mocy, w walce o wolność Niemiec i przyszłość naszego narodu, a w szerszym znaczeniu dla zachowania kształtu całego naszego kontynentu”. Hitler awansował Paulusa do rangi feldmarszałka. Do tej pory nigdy w historii żaden niemiecki marszałek się nie poddał, więc sugestia była jasna: gdyby Paulus skapitulował, okryłby się hańbą i stałby się najwyższym rangą niemieckim oficerem, jaki kiedykolwiek został schwytany przez wroga. Hitler wierzył, że Paulus albo będzie walczył do ostatniego człowieka, albo popełni samobójstwo.
Następnego dnia załamał się południowy kocioł w Stalingradzie. Siły radzieckie dotarły do wejścia do niemieckiej kwatery głównej w zrujnowanym domu towarowym. Gen. Schmidt wynegocjował kapitulację kwatery głównej, podczas gdy Paulus przebywał nieświadomy niczego w innym pokoju. Podczas przesłuchania przez Sowietów Paulus twierdził, że się nie poddał. Powiedział, że został zaskoczony. Zaprzeczył, że był dowódcą wciąż walczącego, północnego kotła w Stalingradzie i odmówił wydania w jego imieniu rozkazu kapitulacji.
Nie było operatora, który sfilmowałby schwytanie Paulusa, ale jeden z nich (Roman Karmen) był w stanie nagrać jego pierwsze przesłuchanie tego samego dnia w kwaterze 64 Armii, a kilka godzin później w kwaterze głównej Frontu Dońskiego.
Centralny kocioł pod dowództwem gen. Heitza poddał się tego samego dnia, podczas gdy północny pod dowództwem gen. Karla Streckera walczył jeszcze przez dwa dni. Kiedy Strecker ostatecznie się poddał, on i jego szef sztabu, Helmuth Groscurth opracowali ostatnią depeszę wysłaną ze Stalingradu, celowo pomijając nazistowskie pozdrowienie „Heil Hitler”, zastępując go tradycyjnym „Niech żyją Niemcy!” .
Cztery armie radzieckie zostały rozmieszczone naprzeciwko pozostałego, północnego kotła. O czwartej rano 2 lutego gen. Strecker został poinformowany, że jeden z jego oficerów udał się do Sowietów, aby wynegocjować warunki kapitulacji. Nie widząc sensu w kontynuowaniu walki, wysłał wiadomość radiową, mówiącą, że jego dowództwo spełniło swój obowiązek i walczyło do ostatniego człowieka. Potem się poddał. Do niewoli dostało się około 91 000 wyczerpanych, chorych, rannych i głodujących jeńców, w tym 3000 Rumunów (ocalałych z 20 Dywizji Piechoty, 1 Dywizji Kawalerii i Oddziału „Pułkownika Voicu”). Jeńcami zostało 22 generałów. Hitler był wściekły i zwierzył się, że Paulus „mógł uwolnić się od wszelkiego smutku i wstąpić do wieczności i narodowej nieśmiertelności, ale woli jechać do Moskwy”.

## Straty
Ustalenie strat obu stron zależy od tego, jaki zakres przyjąć dla bitwy stalingradzkiej. Zakres może być różny, od walk w mieście i na przedmieściach po włączenie prawie wszystkich walk na południowym skrzydle frontu radziecko-niemieckiego od wiosny 1942 r. do końca walk w mieście zimą 1943 r. Historycy opracowali różne szacunki w zależności od ich definicji zakresu bitwy. Różnica polega na porównaniu miasta z regionem. Oś poniosła 647 300-968 374 całkowitych ofiar (zabitych, rannych lub schwytanych) wśród wszystkich oddziałów niemieckich sił zbrojnych i ich sojuszników:
- 282 606 w 6 Armii od 21 sierpnia do końca bitwy; 17 233 w 4 Armii Pancernej od 21 sierpnia do 31 stycznia; 55 260 w Grupie Armii Don od 1 grudnia 1942 r. do końca bitwy (12 727 zabitych, 37 6727 rannych i 4906 zaginionych)[109][157] Łączne straty niemieckich 6 Armii i 4 Armii Pancernej wyniosły ponad 300 000 ludzi. Jeśli uwzględnione zostaną straty Grupy Armii A, Grupy Armii Don i innych niemieckich jednostek Grupy Armii B w okresie od 28 czerwca 1942 r. do 2 lutego 1943 r., liczba ofiar niemieckich wyniosła znacznie ponad 600 000 osób[14]. Louis A. DiMarco oszacował, że Niemcy ponieśli w tej bitwie 400 000 ofiar śmiertelnych (zabitych, rannych lub schwytanych)[12].
- Według Karla-Heinza Friesera: wojska rumuńskie straciły 109 000 żołnierzy (od listopada 1942 r. do grudnia 1942 r.), w tym 70 000 schwytanych lub zaginionych. 114 000 Włochów i 105 000 Węgrów zostało zabitych, rannych lub trafiło do niewoli (od grudnia 1942 r. do lutego 1943 r.)[13].
- Według Stephena Walsha: rumuńskie straty wyniosły 158 854 ludzi[14], włoskie 114 520 (84 830 zabitych i zaginionych oraz 29 690 rannych)[14], a węgierskie 143 000 (80 000 zabitych i zaginionych oraz 63 000 rannych)[14]. Straty wśród radzieckich Hiwi wyniosły od 19 300 do 52 000[15].

W sumie 235 000 żołnierzy niemieckich i sojuszniczych ze wszystkich jednostek, w tym sił ratunkowych Mansteina, dostało się do radzieckiej niewoli podczas bitwy stalingradzkiej .
Niemcy stracili 900 samolotów (w tym 274 transportowce i 165 bombowców używanych jako transportowce), 500 czołgów i 6000 dział oraz moździerzy. Według radzieckiego raportu sporządzonego bezpośrednio po bitwie, 5762 karabiny, 1312 moździerze, 12 701 ciężkich karabinów maszynowych, 156 987 karabinów, 80 438 karabinów maszynowych, 10722 ciężarówki, 744 samoloty; 1666 czołgów, 261 innych pojazdów opancerzonych, 571 pojazdów półgąsienicowych i 10 679 motocykli zostało zdobytych przez Sowietów na wojskach niemieckich.
| Straty     | Model samolotu                                          |
| ---------- | ------------------------------------------------------- |
| 269        | Junkers Ju 52                                           |
| 169        | Heinkel He 111                                          |
| 42         | Junkers Ju 86                                           |
| 9          | Focke-Wulf Fw 200                                       |
| 5          | Heinkel He 177                                          |
| 1          | Junkers Ju 290                                          |
| Razem: 495 | siła ok. 20 dywizjonów lub więcej niż korpus powietrzny |

Nie da się obecnie ustalić utraconej ilości sprzętu węgierskiego, włoskiego i rumuńskiego. Znana jest jedynie sytuacja rumuńskich czołgów. Przed Operacją Uran rumuńska 1 Dywizja Pancerna składała się ze 121 czołgów lekkich R-2 i 19 czołgów niemieckich (Panzer III i IV). Stracono wszystkie 19 niemieckich czołgów, a także 81 czołgów lekkich R-2. Tylko 27 z nich zostało zniszczonych w walce, pozostałe 54 porzuciły załogi po ich zepsuciu się lub wyczerpaniu paliwa. Ostatecznie jednak rumuńska wojna pancerna pod Stalingradem okazała się taktycznym sukcesem, ponieważ Rumuni zniszczyli 127 radzieckich czołgów kosztem 100 utraconych. Tylko w dniu 20 listopada siły rumuńskie zniszczyły 62 czołgi radzieckie kosztem 25 własnych, a 22 listopada kolejne 65 czołgów radzieckich kosztem 10 swoich. Kolejne radzieckie czołgi zostały zniszczone, gdy walczyły o rumuńskie lotniska. Straty te zadały rumuńskie działa przeciwlotnicze Vickers/Reșișa 75 mm, które okazały się skuteczne przeciwko radzieckim czołgom. Bitwa o niemiecko-rumuńskie lotnisko pod Karpową trwała dwa dni, a rumuńscy strzelcy zniszczyli wiele radzieckich czołgów. Później, kiedy zdobyto także lotnisko Tacynskaja, rumuńskie działa 75 mm zniszczyły pięć kolejnych nieprzyjacielskich czołgów.
Według danych archiwalnych Związek Radziecki poniósł w bitwie stalingradzkiej w sumie 1 129 619 ofiar; 478 741 żołnierzy zabitych lub zaginionych oraz 650 878 rannych lub chorych. Armia Czerwona straciła 4341 zniszczonych lub uszkodzonych czołgów, 15 728 dział i moździerzy oraz 2769 samolotów bojowych 955 sowieckich cywilów zginęło w Stalingradzie i na jego przedmieściach w wyniku bombardowań powietrznych wykonanych przez 4 Flotę Powietrzną, gdy niemiecka 4 Armia Pancerna i 6 Armia zbliżały się do miasta.
Straty samolotów transportowych Luftwaffe były szczególnie poważne, ponieważ zniszczyły zdolność dostarczania dostaw dla uwięzionej 6 Armii. Zniszczenie 72 samolotów po przejęciu lotniska w Tacynskoj oznaczało utratę około 10 proc. floty transportowej Luftwaffe.

## Następstwa

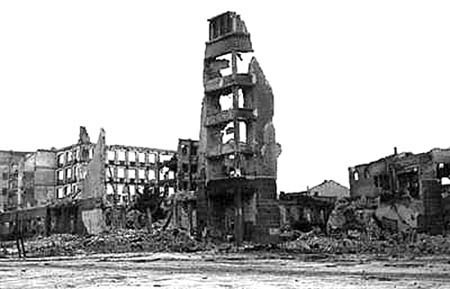
Stalingrad po bitwie

Niemieckiej opinii publicznej oficjalnie nie powiedziano o zbliżającej się katastrofie aż do końca stycznia 1943 r., chociaż pozytywne doniesienia medialne o bitwie ustały na kilka tygodni przed ogłoszeniem kapitulacji 6 Armii. Stalingrad był pierwszym przypadkiem, kiedy rząd nazistowski publicznie uznał swoją porażkę w działaniach wojennych. 31 stycznia regularne programy w niemieckim radiu państwowym zostały zastąpione transmisją ponurego adagio z VII symfonii Antona Brucknera, po czym spiker ogłosił klęskę w Stalingradzie. 18 lutego minister propagandy Joseph Goebbels wygłosił słynne przemówienie Sportpalast w Berlinie, zachęcając Niemców do zaakceptowania wojny totalnej, która pochłonie wszystkie zasoby i wysiłki całej ludności.
Trudna do ustalenia liczba żołnierzy niemieckich nadal opierała się w odizolowanych grupach na terenie Stalingradu po kapitulacji 6 Armii. Najbardziej rozpowszechniona jest opinia, że kierowało nimi przekonanie, iż śmierć w walce jest lepsza niż powolne umieranie w radzieckiej niewoli. Natomiast historyk Uniwersytetu Browna Omer Bartov twierdzi, że byli oni motywowani przede wszystkim ideałami narodowego socjalizmu. Przeczytał on 11 237 listów wysłanych przez żołnierzy w Stalingradzie między 20 grudnia 1942 r. a 16 stycznia 1943 r. do ich rodzin w Niemczech. Niemal każde słowo wyrażało wiarę w ostateczne zwycięstwo Niemiec i ich gotowość do walki do śmierci w Stalingradzie, aby osiągnąć to zwycięstwo. Bartov zauważa, że wielu żołnierzy Wehrmachtu zdawało sobie sprawę, iż nie będzie w stanie wyjść ze Stalingradu, ale w swoich listach do rodzin chwalili się, że są dumni z „poświęcenia się dla Führera”.
Pozostałe siły nadal opierały się, ukrywając się w piwnicach i kanałach ściekowych, ale na początku marca 1943 r. ostatnie małe i izolowane grupy oporu poddały się. Wśród radzieckich dokumentów wywiadowczych udostępnionych w archiwach można odnaleźć cenny raport NKWD z marca 1943 r., ukazujący wytrwałość niektórych z tych niemieckich grup:

Proces wymiatania elementów kontrrewolucyjnych w mieście Stalingrad trwał. Niemieccy żołnierze – którzy ukryli się w chatach i okopach – kontynuowali zbrojny opór po zakończeniu regularnych działań bojowych. Ten zbrojny opór trwał do 15 lutego, a na kilku obszarach do 20 lutego. Większość grup zbrojnych została zlikwidowana do marca ... W tym okresie walk z Niemcami jednostki brygady zabiły 2418 żołnierzy i oficerów oraz wzięły do niewoli 8646 żołnierzy i oficerów, eskortując ich do obozów jenieckich

W raporcie operacyjnym sztabu Frontu Dońskiego wydanym 5 lutego 1943 r. o godzinie 22:00 napisano:

64 Armia wkroczyła na tereny wcześniej okupowane przez wroga. (...) W rejonie stacjonowania 38 Brygady Strzelców Zmotoryzowanych znaleziono w piwnicy osiemnastu uzbrojonych esesmanów [sic!], którzy odmówili poddania się, wszyscy Niemcy zostali zlikwidowani

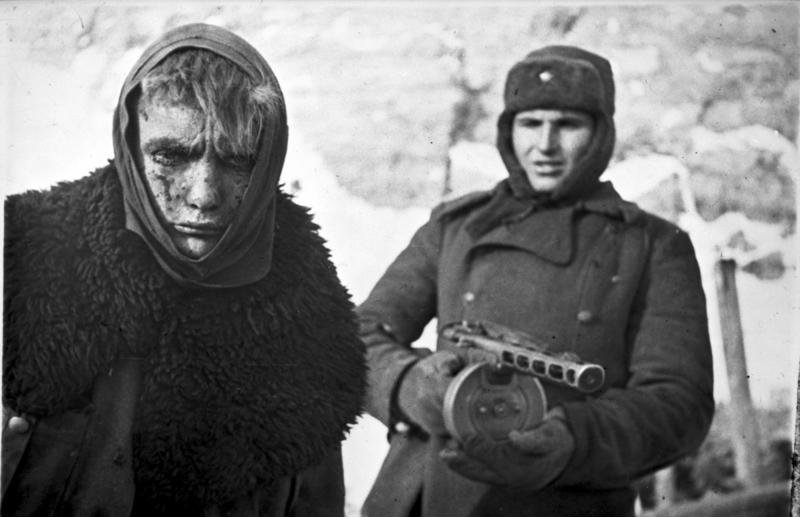
Żołnierz radziecki prowadzi niemieckiego jeńca w niewolę

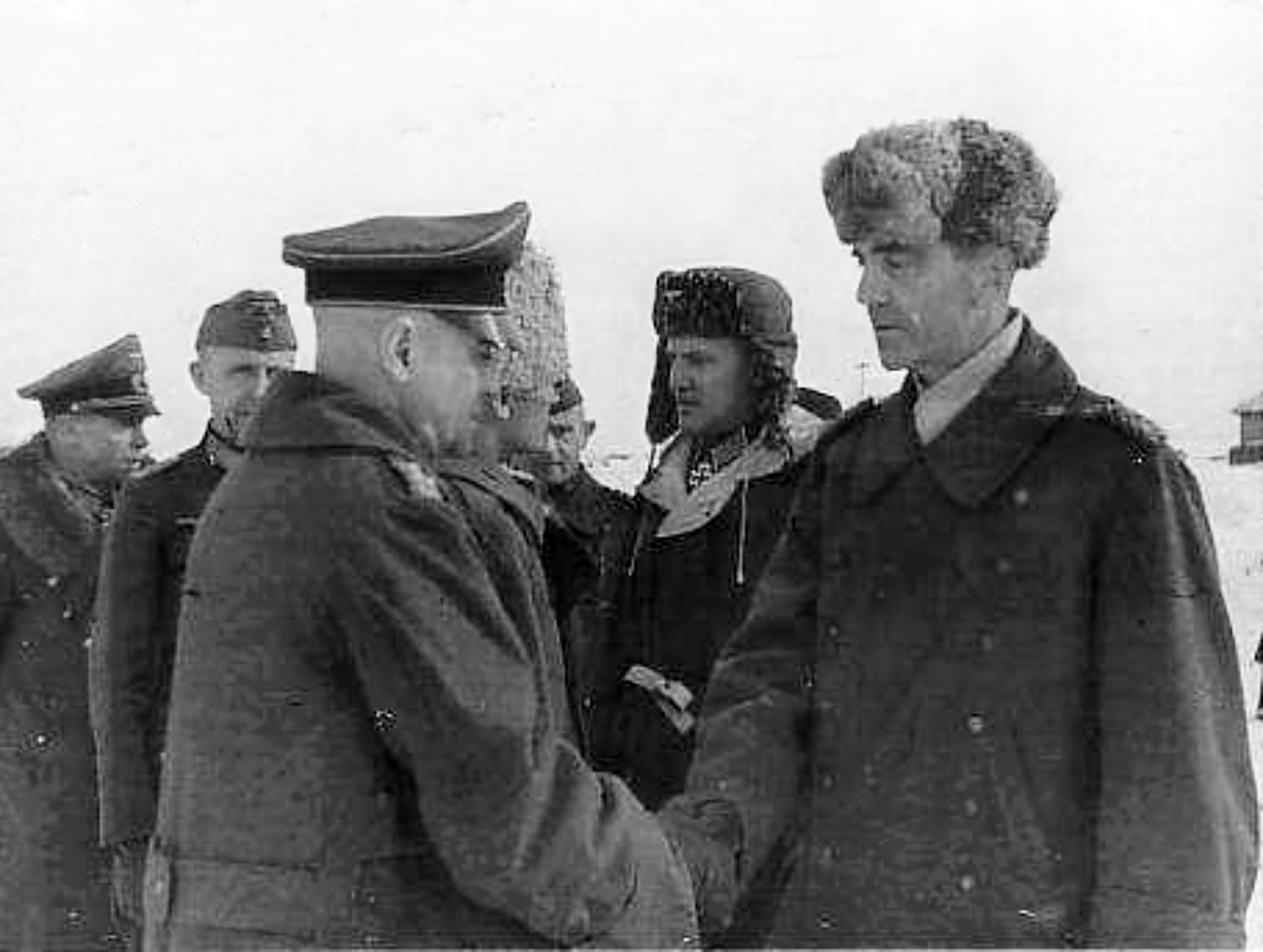
Feldmarszałek Paulus spotyka się z gen. Heitzem w radzieckiej niewoli. Wówczas byli to dwaj najwyżsi rangą oficerowie niemieccy wzięci do niewoli przez aliantów, 4 lutego 1943 r.

Stan żołnierzy, którzy się poddali, był krytyczny. Brytyjski korespondent wojenny Alexander Werth opisał następującą scenę w swojej książce Russia at War na podstawie relacji z pierwszej ręki uzyskanej podczas swojej wizyty w Stalingradzie w dniach 3–5 lutego 1943 r.:

Poszliśmy [...] na dziedziniec dużego, wypalonego budynku Domu Armii Czerwonej; i tutaj szczególnie wyraźnie uświadomiłem sobie, jakie były dla tak wielu Niemców ostatnie dni w Stalingradzie. Na werandzie leżał szkielet konia, a do jego żeber wciąż przylegało tylko kilka kawałków mięsa. Potem weszliśmy na podwórze. Tutaj leżało więcej szkieletów koni, a po prawej stronie znajdowało się ogromne, okropne szambo – na szczęście zamarznięte na lód. A potem nagle na drugim końcu podwórza zobaczyłem postać ludzką. Kucał nad innym szambem, a teraz, zauważając nas, pośpiesznie podciągał spodnie, a potem wpadł przez drzwi do piwnicy. Ale kiedy nas mijał, dostrzegłem twarz łajdaka – z mieszaniną cierpienia i idiotycznego niezrozumienia. Przez chwilę żałowałem, że nie było tam całych Niemiec. Mężczyzna prawdopodobnie już umierał. W piwnicy [...] było jeszcze dwustu Niemców, umierających z głodu i odmrożeń. „Nie mieliśmy jeszcze czasu, aby sobie z nimi poradzić” – powiedział jeden z Rosjan. „Sądzę, że zostaną zabrani jutro”. A na drugim końcu podwórza, obok drugiego szamba, za niskim kamiennym murem, leżały zwłoki żółtych, chudych Niemców – mężczyzn, którzy zginęli w piwnicy – około tuzina woskowych manekinów. Nie weszliśmy do samej piwnicy – jaki byłby z tego pożytek? Nic nie mogliśmy dla nich zrobić

Z prawie 91 000 niemieckich jeńców wziętych do niewoli w Stalingradzie tylko około 6000 powróciło do swoich domów. Osłabieni chorobami, głodem i brakiem opieki medycznej podczas okrążenia zostali wysłani pieszo do obozów jenieckich, a później do obozów pracy w całym Związku Radzieckim. Około 35 000 zostało ostatecznie odesłanych transportami kolejowymi, z czego 17 000 nie przeżyło. Większość zmarła z powodu ran, chorób (szczególnie tyfusu), przeziębienia, przepracowania, złego traktowania i niedożywienia. Niektórych zatrzymano w mieście, aby pomogli w jego odgruzowaniu i odbudowie.
Kilku wyższych oficerów zostało zabranych do Moskwy i wykorzystanych do celów propagandowych, a niektórzy z nich dołączyli do założonego przez gen. Walthera von Seydlitz-Kurzbacha Komitetu Narodowego Wolnych Niemiec. Kilku, w tym sam Paulus, podpisało oświadczenia antyhitlerowskie, które były przesyłane do żołnierzy niemieckich. Paulus zeznawał jako oskarżyciel podczas procesów norymberskich i zapewniał rodziny żołnierzy w Niemczech, że jego podwładni wzięci do niewoli w Stalingradzie są bezpieczni. Pozostał w Związku Radzieckim do 1952 r., a następnie przeniósł się do Drezna we wschodnich Niemczech, gdzie spędził resztę życia, broniąc swoich działań w Stalingradzie i twierdząc, że komunizm jest największą nadzieją dla powojennej Europy. Dopiero w 1955 r. ostatni z jeńców, który przeżył, został repatriowany do Niemiec Zachodnich po wizycie kanclerza Konrada Adenauera w Moskwie.

## Znaczenie bitwy

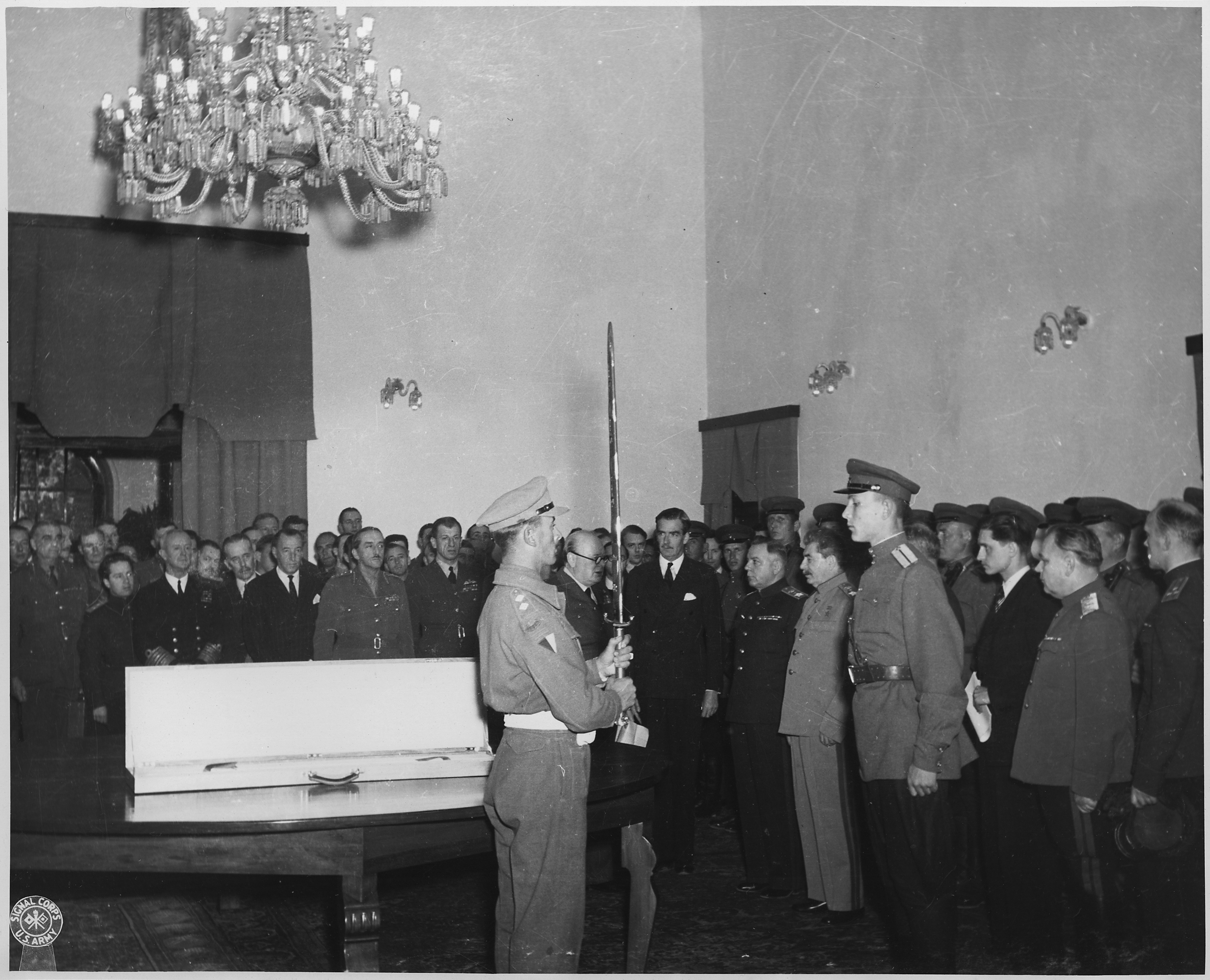
Uroczyste przekazanie Miecza Stalingradu na konferencji teherańskiej

Stalingrad został opisany jako największa klęska w historii armii niemieckiej. Często jest określany jako punkt zwrotny w walkach na froncie wschodnim, w wojnie z Niemcami i ogólnie w całej II wojnie światowej. Armia Czerwona przejęła inicjatywę, a Wehrmacht był w odwrocie. Prawie wszystkie niemieckie zdobycze uzyskane podczas operacji Fall Blau zostały odebrane. 6 Armia przestała istnieć, a siły europejskich sojuszników Niemiec, z wyjątkiem Finlandii, zostały rozbite. W przemówieniu z 9 listopada 1944 r. sam Hitler obwinił Stalingrad za zbliżającą się klęskę Niemiec.
Zniszczenie całej armii (największa klęska pod względem liczby zabitych, schwytanych i rannych żołnierzy Osi podczas całej wojny) i frustracja wielką strategią Niemiec sprawiły, że bitwa była przełomowym momentem. Już w jej czasie, globalne znaczenie bitwy nie ulegało wątpliwości. W swoim dzienniku z 1 stycznia 1943 r. brytyjski generał Alan Brooke, szef sztabu Imperialnego Sztabu Generalnego, zastanawiał się nad zmianą stanowiska sprzed roku:

Czułem, że Rosja nigdy nie wytrzyma, Kaukaz musi zostać zdobyty, a Abadan (nasza pięta achillesowa) zostanie zdobyta, konsekwencją czego będzie upadek Bliskiego Wschodu, Indii itp. Po klęsce Rosji, jak mielibyśmy poradzić sobie z niemieckimi siłami lądowymi i lotniczymi uwolnionymi [z frontu wschodniego]? Anglia znów zostałaby zbombardowana, groźba inwazji pojawiła się na nowo... A teraz! Wchodzimy w 1943 rok na warunkach, na które nigdy nie odważyłbym się nawet mieć nadziei. Rosja zagwarantowała, że Egipt na razie jest bezpieczny. Istnieje nadzieja na usunięcie Niemców z Afryki Północnej w niedalekiej przyszłości (..) Armia Czerwona odnosi wspaniałe sukcesy w południowej Rosji

W tym samym momencie Brytyjczycy wygrali II bitwę pod El Alamein w listopadzie 1942 r. Jednak pod El Alamein w Egipcie padło tylko około 50 000 żołnierzy niemieckich, podczas gdy w Stalingradzie zginęło od 300 000 do 400 000 Niemców.
Niezależnie od strategicznych implikacji nie ma wątpliwości co do symboliki Stalingradu. Klęska Niemiec zniszczyła ich reputację niezwyciężoności i zadała druzgocący cios niemieckiemu morale. 30 stycznia 1943 r., w 10. rocznicę dojścia do władzy, Hitler postanowił nie przemawiać publicznie. Joseph Goebbels przeczytał za niego tekst swojego przemówienia w radiu. Wystąpienie zawierało niejasne odniesienia do bitwy, co sugerowało, że Niemcy były teraz w defensywie. Publiczne nastroje były ponure, wyrażały przygnębienie, przerażenie i zmęczenie wojną. Niemcy po raz pierwszy masowo dopuścili do siebie myśl o możliwej klęsce.
Odwrotna sytuacja miała miejsce po stronie radzieckiej. Nastąpił nagły przypływ pewności siebie i wiary w zwycięstwo. Powszechne powiedzenie brzmiało: „Nie można zatrzymać armii, która zrobiła Stalingrad”. Stalin został okrzyknięty bohaterem swoich czasów i został marszałkiem Związku Radzieckiego. Na fali zwycięstwa pod Stalingradem w 1943 roku wprowadzono nowe mundury w Armii Czerwonej, ze stójką i pagonami w stylu armii carskiej.
Wiadomość o bitwie odbiła się echem na całym świecie, a wielu ludzi zaczęło uważać, że porażka Hitlera jest nieunikniona. Turecki konsul w Moskwie przewidział, że „ziemie przeznaczone przez Niemców dla ich przestrzeni życiowej staną się ich przestrzenią umierania”. Nawet brytyjski, konserwatywny dziennik „The Daily Telegraph” ogłosił, że zwycięstwo Armii Czerwonej pod Stalingradem uratowało cywilizację europejską. Kraj świętował „Dzień Armii Czerwonej” 23 lutego 1943 r. Zdobiony Miecz Stalingradu został wykuty na polecenie króla Jerzego VI. Po zaprezentowaniu go publicznie w Wielkiej Brytanii, premier Winston Churchill podarował go Stalinowi na konferencji teherańskiej w 1943 r. Radziecka propaganda nie szczędziła wysiłku na czerpanie korzyści z triumfu, urządzając widowisko dla globalnej widowni. Prestiż Stalina, Związku Radzieckiego i światowego ruchu komunistycznego był ogromny, a ich pozycja polityczna znacznie się poprawiła.

### Pamięć

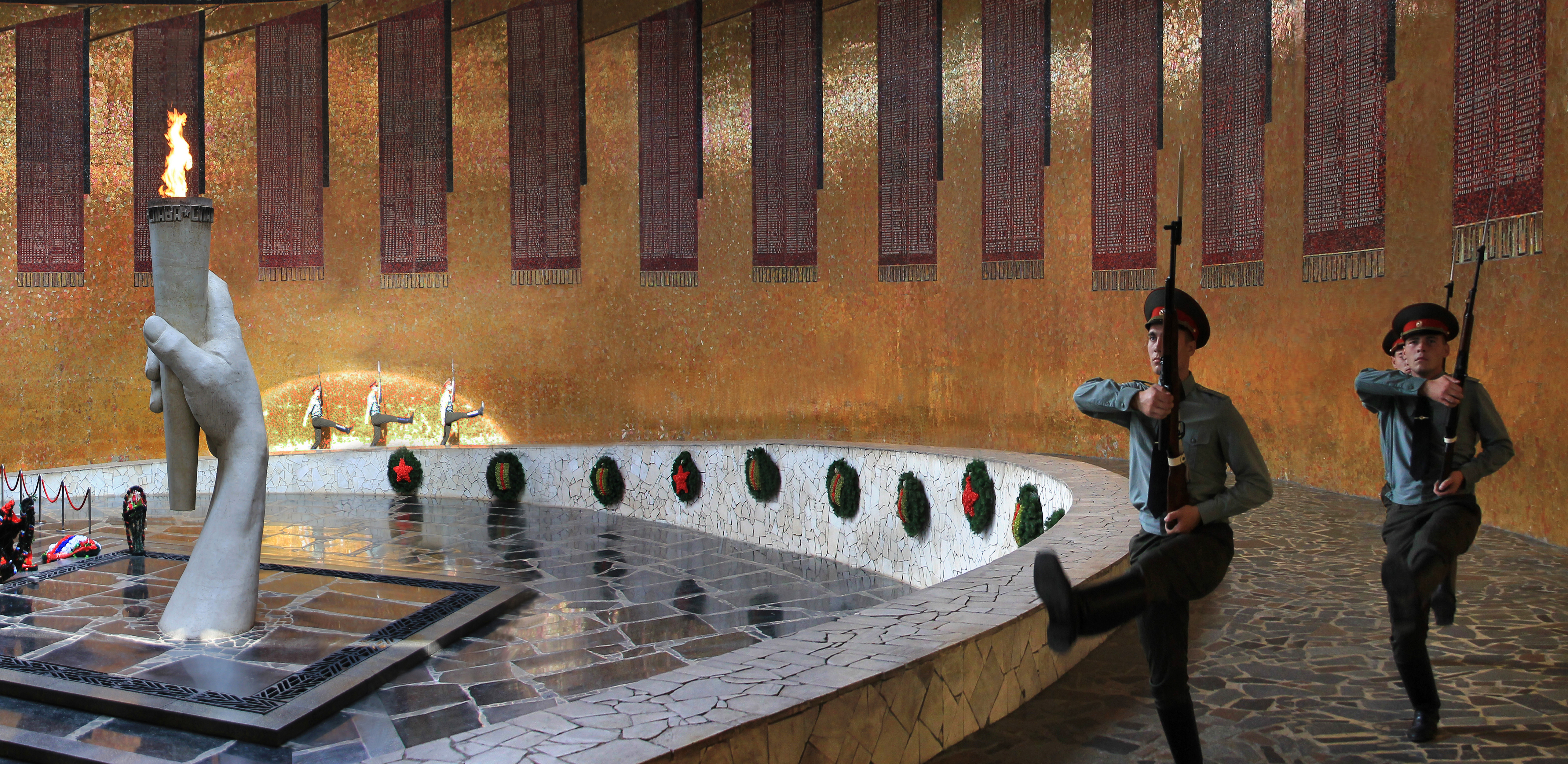
Wieczny ogień na Kurhanie Mamaja w Wołgogradzie

W uznaniu determinacji swoich obrońców Stalingrad otrzymał tytuł Miasta Bohatera w 1945 r. Kolosalny pomnik o nazwie Matka Ojczyzna Wzywa! został wzniesiony w 1967 r. na Kurhanie Mamaja, wzgórzu z widokiem na miasto, na którym wciąż można znaleźć ludzkie kości i zardzewiałe metalowe części broni. Pomnik stanowi część kompleksu wojennego, w skład którego wchodzą także ruiny silosu zbożowego i Domu Pawłowa oraz panorama bitwy stalingradzkiej. 2 lutego 2013 r. Wołgograd był gospodarzem ogólnorosyjskiej defilady wojskowej i innych wydarzeń upamiętniających 70. rocznicę ostatecznego zwycięstwa nad Niemcami. Od tego czasu defilady wojskowe co roku przechodzą przez miasto w Dniu Zwycięstwa.

### W kulturze popularnej
Wydarzenia z bitwy stalingradzkiej zostały przedstawione w wielu wytworach kultury popularnej, tworzonych zwłaszcza w Rosji, Niemczech, Wielkiej Brytanii i Stanach Zjednoczonych ze względu na jej znaczenie jako punktu zwrotnego w II wojnie światowej i ogromną liczbę ofiar. Bitwa zajęła poczesne miejsce zwłaszcza w literaturze radzieckiej, opisana w kilkudziesięciu utworach, w tym w monumentalnej powieści Wasilija Grossmana Życie i los (wstrzymanej przez cenzurę na prawie 50 lat) oraz autobiograficznej powieści Wiktora Niekrasowa W okopach Stalingradu należącej do nurtu prawdy okopów (oba utwory przetłumaczono m.in. na język polski).
W kinematografii temat Stalingradu został podjęty po raz pierwszy już kilka miesięcy po zakończeniu bitwy, w maju 1943 roku w radzieckim filmie dokumentalnym pt. Stalingrad. Jednak o wiele bardziej zapamiętany został film fabularny o tym samym tytule, pieriestrojkowa produkcja amerykańsko-radziecka w reżyserii Juirija Ozierowa z 1989 r. Cztery lata później temat podjęli Niemcy w swoim antywojennym dramacie również pod tytułem Stalingrad (reż. Joseph Vilsmaier). W 2001 roku wyszła na ekrany hollywoodzka megaprodukcja pt. Wróg u bram w reżyserii Jeana-Jacques’a Annauda, skupiająca się na hipotetycznym pojedynku Wasilija Zajcewa z najprawdopodobniej fikcyjnym niemieckim snajperem Erwinem Königiem. W 2013 r. miał swoją premierę czwarty film wojenny o tytule Stalingrad, tym razem rosyjska produkcja, za którą odpowiadał Fiodor Bondarczuk.
Bitwa stalingradzka została przeniesiona także na ekrany komputerów w kilkunastu grach. Najpopularniejsze z nich są dwie pierwsze części serii Call of Duty, w których gracz wciela się w żołnierza 13 Gwardyjskiej Dywizji Piechoty. W pierwszej części przeprawia się on przez Wołgę, walczy w kanałach i uczestniczy w obronie Domu Pawłowa, w drugiej zaś walczy m.in. o stację kolejową nr 1 i stalingradzki ratusz. W piątej odsłonie serii, Call of Duty: World at War, w misji pt. Vendetta gracz walczy w Stalingradzie jako snajper z fikcyjnym, niemieckim generałem Heinrichem Amselem. Scena początkowa rozgrywa się w fontannie Barmalej. Jest to bezpośrednie nawiązanie do filmu Wróg u bram.
W wielu językach termin Stalingrad stał się niemal synonimem zażartych walk miejskich z dużymi stratami po obu stronach.